# 2005年の日本
2005年の日本（2005ねんのにほん）では、2005年（平成17年）の日本の出来事・流行・世相などについてまとめる。

## 他の紀年法
日本では、西暦の他にも以下の紀年法を使用している。なお、以下の紀年法は西暦と月日が一致している。
- 元号
  - 平成17年
- 神武天皇即位紀元
  - 皇紀2665年
- 干支
  - 乙酉（きのと とり）

## カレンダー
| 1月 |    |    |    |    |    |    |
| 日  | 月 | 火 | 水 | 木 | 金 | 土 |
|     |    |    |    |    |    | 1  |
| 2   | 3  | 4  | 5  | 6  | 7  | 8  |
| 9   | 10 | 11 | 12 | 13 | 14 | 15 |
| 16  | 17 | 18 | 19 | 20 | 21 | 22 |
| 23  | 24 | 25 | 26 | 27 | 28 | 29 |
| 30  | 31 |    |    |    |    |    |
|     |    |    |    |    |    |    |

| 2月 |    |    |    |    |    |    |
| 日  | 月 | 火 | 水 | 木 | 金 | 土 |
|     |    | 1  | 2  | 3  | 4  | 5  |
| 6   | 7  | 8  | 9  | 10 | 11 | 12 |
| 13  | 14 | 15 | 16 | 17 | 18 | 19 |
| 20  | 21 | 22 | 23 | 24 | 25 | 26 |
| 27  | 28 |    |    |    |    |    |
|     |    |    |    |    |    |    |

| 3月 |    |    |    |    |    |    |
| 日  | 月 | 火 | 水 | 木 | 金 | 土 |
|     |    | 1  | 2  | 3  | 4  | 5  |
| 6   | 7  | 8  | 9  | 10 | 11 | 12 |
| 13  | 14 | 15 | 16 | 17 | 18 | 19 |
| 20  | 21 | 22 | 23 | 24 | 25 | 26 |
| 27  | 28 | 29 | 30 | 31 |    |    |
|     |    |    |    |    |    |    |

| 4月 |    |    |    |    |    |    |
| 日  | 月 | 火 | 水 | 木 | 金 | 土 |
|     |    |    |    |    | 1  | 2  |
| 3   | 4  | 5  | 6  | 7  | 8  | 9  |
| 10  | 11 | 12 | 13 | 14 | 15 | 16 |
| 17  | 18 | 19 | 20 | 21 | 22 | 23 |
| 24  | 25 | 26 | 27 | 28 | 29 | 30 |
|     |    |    |    |    |    |    |

| 5月 |    |    |    |    |    |    |
| 日  | 月 | 火 | 水 | 木 | 金 | 土 |
| 1   | 2  | 3  | 4  | 5  | 6  | 7  |
| 8   | 9  | 10 | 11 | 12 | 13 | 14 |
| 15  | 16 | 17 | 18 | 19 | 20 | 21 |
| 22  | 23 | 24 | 25 | 26 | 27 | 28 |
| 29  | 30 | 31 |    |    |    |    |
|     |    |    |    |    |    |    |

| 6月 |    |    |    |    |    |    |
| 日  | 月 | 火 | 水 | 木 | 金 | 土 |
|     |    |    | 1  | 2  | 3  | 4  |
| 5   | 6  | 7  | 8  | 9  | 10 | 11 |
| 12  | 13 | 14 | 15 | 16 | 17 | 18 |
| 19  | 20 | 21 | 22 | 23 | 24 | 25 |
| 26  | 27 | 28 | 29 | 30 |    |    |
|     |    |    |    |    |    |    |

| 7月 |    |    |    |    |    |    |
| 日  | 月 | 火 | 水 | 木 | 金 | 土 |
|     |    |    |    |    | 1  | 2  |
| 3   | 4  | 5  | 6  | 7  | 8  | 9  |
| 10  | 11 | 12 | 13 | 14 | 15 | 16 |
| 17  | 18 | 19 | 20 | 21 | 22 | 23 |
| 24  | 25 | 26 | 27 | 28 | 29 | 30 |
| 31  |    |    |    |    |    |    |
|     |    |    |    |    |    |    |

| 8月 |    |    |    |    |    |    |
| 日  | 月 | 火 | 水 | 木 | 金 | 土 |
|     | 1  | 2  | 3  | 4  | 5  | 6  |
| 7   | 8  | 9  | 10 | 11 | 12 | 13 |
| 14  | 15 | 16 | 17 | 18 | 19 | 20 |
| 21  | 22 | 23 | 24 | 25 | 26 | 27 |
| 28  | 29 | 30 | 31 |    |    |    |
|     |    |    |    |    |    |    |

| 9月 |    |    |    |    |    |    |
| 日  | 月 | 火 | 水 | 木 | 金 | 土 |
|     |    |    |    | 1  | 2  | 3  |
| 4   | 5  | 6  | 7  | 8  | 9  | 10 |
| 11  | 12 | 13 | 14 | 15 | 16 | 17 |
| 18  | 19 | 20 | 21 | 22 | 23 | 24 |
| 25  | 26 | 27 | 28 | 29 | 30 |    |
|     |    |    |    |    |    |    |

| 10月 |    |    |    |    |    |    |
| 日   | 月 | 火 | 水 | 木 | 金 | 土 |
|      |    |    |    |    |    | 1  |
| 2    | 3  | 4  | 5  | 6  | 7  | 8  |
| 9    | 10 | 11 | 12 | 13 | 14 | 15 |
| 16   | 17 | 18 | 19 | 20 | 21 | 22 |
| 23   | 24 | 25 | 26 | 27 | 28 | 29 |
| 30   | 31 |    |    |    |    |    |
|      |    |    |    |    |    |    |

| 11月 |    |    |    |    |    |    |
| 日   | 月 | 火 | 水 | 木 | 金 | 土 |
|      |    | 1  | 2  | 3  | 4  | 5  |
| 6    | 7  | 8  | 9  | 10 | 11 | 12 |
| 13   | 14 | 15 | 16 | 17 | 18 | 19 |
| 20   | 21 | 22 | 23 | 24 | 25 | 26 |
| 27   | 28 | 29 | 30 |    |    |    |
|      |    |    |    |    |    |    |

| 12月 |    |    |    |    |    |    |
| 日   | 月 | 火 | 水 | 木 | 金 | 土 |
|      |    |    |    | 1  | 2  | 3  |
| 4    | 5  | 6  | 7  | 8  | 9  | 10 |
| 11   | 12 | 13 | 14 | 15 | 16 | 17 |
| 18   | 19 | 20 | 21 | 22 | 23 | 24 |
| 25   | 26 | 27 | 28 | 29 | 30 | 31 |
|      |    |    |    |    |    |    |

## 在職者
- 天皇: 明仁
- 内閣総理大臣: 小泉純一郎(自由民主党)
- 内閣官房長官: 10月30日まで細田博之(自由民主党)、10月31日より安倍晋三(自由民主党)
- 最高裁判所長官: 町田顯
- 衆議院議長: 河野洋平(自由民主党) 8月8日-9月21日一時失職
- 参議院議長: 扇千景(自由民主党)
- 国会 第162回 (常会, 1月21日-8月8日, 第163回 (特別会, 9月26日-11月1日)、第162回と第163回は「郵政国会」と通称。

## 世相

日本の出生率・死亡率の推移。2005年、日本の人口は1899年の統計開始以来初めて死亡数が出生数を上回る自然減少となった。

- JR福知山線脱線事故や土佐くろしお鉄道列車衝突事故など鉄道事故が多発した。
- 小泉首相が行った郵政解散とその後の総選挙における政治手法は「小泉劇場」とも呼ばれ、大勝を収めた。
- 京都議定書発効にともなう地球温暖化対策として、クールビズが官民で積極的に推進された。
- ライブドア（現・LDH）によるメディア買収騒動が起き、中心人物の堀江貴文を筆頭として六本木ヒルズに拠点を置くヒルズ族が注目を集めた。
- 洋菓子やデザートなどを「スイーツ」と言い換える表現が、この頃から女性向け雑誌などで見受けられるようになる。
- この頃団塊ジュニア世代が出産適齢期となる中、合計特殊出生率が史上最低の1.26を記録。同時に1946年以降初めて、死亡数が出生数を上回る人口の自然減少に転じた。ただし翌2006年は再び一時的な自然増に転じ、更に外国人の転入による社会増の影響もあり、総人口は2008年の1億2808万人がピークとなっている。

### 2005年の流行語
「小泉劇場」、「想定内 (外)」（堀江貴文）が新語・流行語大賞の年間大賞を受賞した（その他の受賞語は後節「#流行語」も参照）。

### 2005年の漢字
「愛」・・・愛知県で「愛・地球博」が開催されたことや中国で活躍した卓球の福原愛など「あいちゃん」という愛称の女性の活躍が目立ったこと、「愛」のない虚無的かつ殺伐とした風潮が国内に蔓延したこと、家族（親子）間殺人など「愛の無い事件」が目立ったことなどから。

### 周年
以下に、過去の主な出来事からの区切りの良い年数（周年）を記す。
- 第二次世界大戦・大東亜戦争（太平洋戦争）関連、終結から60年。
  - 2月19日〜3月26日 - 硫黄島の戦い。
  - 3月10日 - 東京大空襲。
  - 3月27日〜6月20日 - 沖縄戦。
  - 4月7日 - 戦艦大和撃沈。
  - 8月6日 - 広島市への原子爆弾投下。
  - 8月9日 - 長崎市への原子爆弾投下。
  - 8月11日〜8月25日 - 樺太の戦い (1945年) 。
  - 8月14日 - ポツダム宣言受諾。
  - 8月15日 - 終戦の日。
  - 9月2日 - 日本の降伏文書調印により太平洋戦争終戦。
- オウム真理教事件から10年[1]。
  - 3月20日 - 地下鉄サリン事件。
  - 5月16日 - 麻原彰晃逮捕。
- 1月1日 - トヨタ・クラウン発売開始50周年。
- 1月9日 - 北九州モノレール（平和通駅〈当時は小倉駅〉 - 企救丘駅）開業20周年。
- 1月17日 - 阪神・淡路大震災発生から10年。
- 2月26日 - サンケイスポーツ創刊50周年。
- 3月10日 - 山陽新幹線全線開業（岡山 - 博多間開業）30周年。
- 3月14日 - 東北新幹線上野駅開業20周年。
- 3月17日 - つくば科学万博開幕から20周年。
- 3月18日 - 博物館明治村開村40周年。
- 3月22日 - NHKラジオ放送（NHKラジオ第1放送）開始80周年。
- 4月1日
  - 淑徳大学創立40周年。
  - 阪南大学創立40周年。
  - NTT・JT発足20周年。
- 4月5日
  - 原爆ドーム（当時は広島県物産陳列館）竣工90周年。
  - スーパー戦隊シリーズ放送開始30周年。
- 5月5日 - 普通選挙法施行80周年（当時は25歳以上の男性に投票権があった）。
- 6月29日 - 秋篠宮家創設15周年。
- 7月20日 - 沖縄国際海洋博覧会開催30周年。
- 8月1日 - 現行500円硬貨発行5周年。
- 8月3日 -  少女漫画雑誌『りぼん』（集英社）創刊50周年。
- 8月12日 - 日本航空123便墜落事故から20年。
- 9月5日 - 日露戦争による日露講和条約（ポーツマス条約）締結から100周年。
- 9月13日 - スーパーマリオブラザーズ発売20周年。
- 10月 - 宝くじ発売開始60周年。
- 10月1日 - テレビせとうち開局20周年。
- 10月4日 - 新世紀エヴァンゲリオンのアニメ放送開始から10周年。
- 11月1日 - TOKYO MX開局10周年。
- 11月15日 - 自由民主党結党50周年。
- 12月8日 - もんじゅ事故から10年。
- 12月10日 - 阪神タイガース創設70周年。
- 12月18日 - 日韓国交正常化40周年。
- 女性参政権獲得60周年。
- 全国高等学校野球選手権大会90周年（旧制中学時代を含む）。
- 12月21日 - コミックマーケット1回目の開催から30周年。
- 12月30日 - 世田谷一家殺害事件から5年。

## できごと

### 1月
- 1月1日
  - 殺人事件の公訴時効が15年から25年に延長される（対象は2005年1月1日以降に発生の事件に限る）。ただし、約5年後の2010年4月27日には同罪に対する公訴時効が、過去の事件（その時点で公訴時効が成立していない事件に限る）にも遡って廃止適用されている。
  - 自動車リサイクル法施行。
  - 競馬法改正。同日以降に行われるレースにおいて、成人学生の勝馬投票券購入が可能となる。
- 1月3日 - 第81回箱根駅伝は駒澤大学が総合優勝し、平成初の4連覇達成。
- 1月4日 - 検査対象軽自動車のナンバープレートの分類番号3桁化（字光式は除く）、自家用のみ希望番号制実施。
- 1月7日 - 広島県福山市の老人ホームで7人が相次いでノロウイルス（感染性胃腸炎）により死亡していたことが発覚。
- 1月11日 - 青色発光ダイオード訴訟で発明者に対し1審より大幅減の8億円を支払うことで和解。
- 1月12日 - 朝日新聞が、NHKの番組の編集に際し、安倍晋三、中川昭一両衆議院議員から「偏った内容だ」として、圧力がかかったと報道。→女性国際戦犯法廷#批判
- 1月26日 - 山一證券が最後の債権者集会を行い、日銀特融の1,111億円を返済不能としたまま破産手続きを完了した（破産手続登記は2月）。
- 1月29日 - 中部国際空港の開港を数週間後に控え、名鉄空港線が正式開業（一般客の利用が可能となる）。空港アクセス車両となる2000系・2200系もこの日から就役。
- 成瀬巳喜男（映画監督）生誕100周年を記念して、日本各地で成瀬映画祭が開催される（2006年前半まで）

### 2月
- 2月1日 - 三宅島の避難指示が15時に解除され、4年5ヶ月ぶりに帰島を果たす。
- 2月3日 - 福岡市地下鉄七隈線が開業。
- 2月4日
  - 国内初の変異性クロイツフェルト・ヤコブ病の患者を厚生労働省が確認。
  - アメリカで人気のプロレス団体WWEの、日本国内初のテレビショーを、さいたまスーパーアリーナにて開催（〜2月5日）。
  - 愛知県安城市のスーパー・イトーヨーカドー安城店で刑務所を出所したばかりの男が乳幼児を殺害する事件が発生。
- 2月8日 - 沖縄県今帰仁村の古宇利島と同名護市の屋我地島を結ぶ古宇利大橋が開通。屋我地島を介して沖縄本島と古宇利島が陸路で結ばれることになった。
- 2月12日 - 自衛隊、イラクへ第五派遣する。→自衛隊イラク派遣
- 2月14日
  - 大阪府の寝屋川市立中央小学校で教職員が卒業生に刺される事件が発生。→寝屋川市立中央小学校#事件
- 2月16日 - 京都議定書発効。
- 2月17日 - 中部国際空港（セントレア）が愛知県常滑市沖合に開港。
- 2月26日 - H-IIAロケット7号機が無事に打ち上げられ、運輸多目的衛星新1号（3月8日、愛称「ひまわり6号」と命名）が軌道に投入される。
- 2月28日 - スペシャルオリンピックス長野大会開幕。

### 3月
- 3月1日
- 改正船舶油濁損害賠償保障法施行。

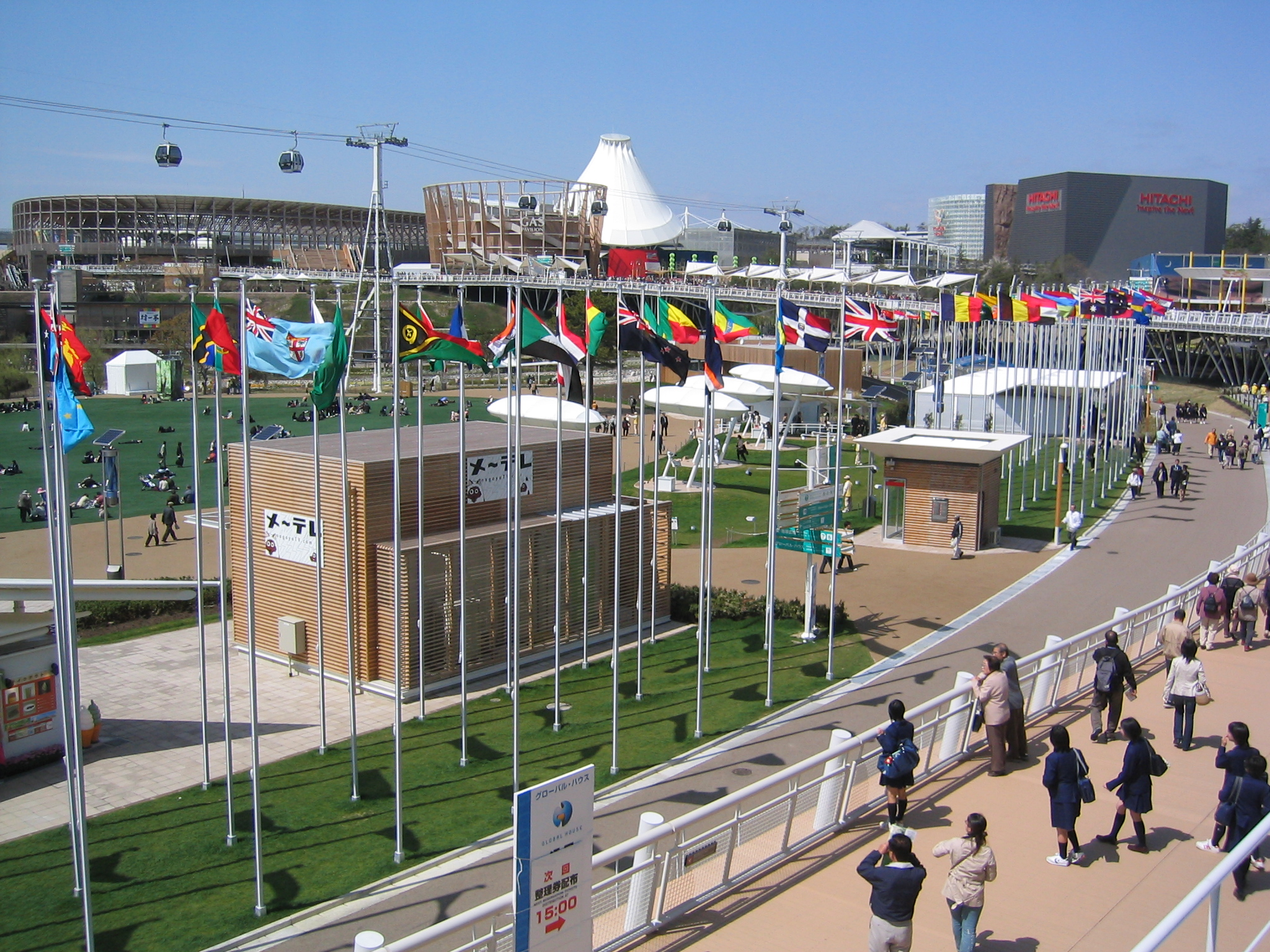
愛知万博の累計来場者数は、目標の約1.5倍となる2,205万人となった。

- JRグループ全国ダイヤ改正。寝台特急「あさかぜ」「さくら」、特急「いそかぜ」が前日出発の運行を最後に廃止。
- 3月2日 - 土佐くろしお鉄道宿毛線宿毛駅で特急南風17号が駅舎に激突し、運転士が死亡、車掌1人と乗客10人が重軽傷を負った。
- 3月6日 - 日本初の浮上式リニアモーターカーの旅客線、「リニモ」が愛知県で開業。
- 3月10日 - 松山ホステス殺人事件の犯人である福田和子が病死。事件後約15年間にわたり逃亡し、時効が成立する直前の1997年に逮捕されていた。
- 3月14日 - マラッカ日本船襲撃事件が発生。後に人質3人（日本人は2人）は解放される。
- 3月16日 - 島根県議会で「竹島の日」条例が成立し、韓国の反日感情が高まる。
- 3月17日 - 韓国の盧武鉉大統領が「対日4大基調」（新韓日ドクトリン）を発表。「対日外交戦争」政策始まる。
- 3月18日 - 大山のぶ代・小原乃梨子らが出演するテレビ朝日系列『ドラえもん』が放送終了。翌年度より出演者が交代して新たに放送開始。
- 3月19日
  - 小田急ロマンスカー50000形「VSE」営業運転開始。一番列車は新宿9:00発→箱根湯本10:25着の「スーパーはこね9号」。新宿駅では出発式を、小田原駅と箱根湯本駅では到着式をそれぞれ行った。
  - 大分県大野郡清川村で一人暮らしの61歳の女性が殺害されているのが発見される。
- 3月20日 - 福岡県西方沖地震（M7.0）発生。九州北部沿岸や対馬に一時、津波注意報を発表。福岡県と佐賀県南部で震度6弱、死者1名負傷者750名。玄界島は東京大学地震研究所の推定で震度7だったとされる。それまで大地震が少ないと考えられていた九州北部での地震を受け、日本中で地震・防災への関心が高まった。
- 3月23日 - 第77回選抜高等学校野球大会が阪神甲子園球場で開幕。
- 3月25日 - 2005年日本国際博覧会（愛知万博）「愛・地球博」が開幕（9月25日まで開催）。
- 3月28日
  - 『みのもんたの朝ズバッ!』（TBS系）放送開始。
  - 『世にも奇妙な物語』放送開始から15年を記念して『世にも奇妙な物語 15周年の特別編』が放送された。
- 3月29日 - 東京高等裁判所第6刑事部（田尾健二郎裁判長）は三島女子短大生焼殺事件（2002年1月に発生）の加害者である被告人の男に対し、第一審・静岡地裁沼津支部の無期懲役判決を破棄して死刑判決を言い渡した。殺害された被害者の数が1人で、被告人に殺人前科・殺害行為の計画性がなく、金銭利欲目的（強盗殺人・身代金目的誘拐・保険金殺人）でもない殺人事件にて死刑が言い渡された事例は異例だった[2]。
- 3月31日 - 日立電鉄、のと鉄道能登線穴水駅 - 蛸島駅間、名古屋鉄道の路面電車区間全線（岐阜市内線・揖斐線・美濃町線・田神線）がこの日限りで廃止。

### 4月
- 4月1日
  - 個人情報保護法全面施行。
  - ペイオフ完全施行。
  - 日本メキシコFTA協定条約発効。
  - この日から、テレビ・ラジオでのタバコCMが全面的に禁止となる。
  - 都立四大学（東京都立大学・東京都立科学技術大学・東京都立保健科学大学・東京都立短期大学）が統合され、首都大学東京開学。
  - 新銀行東京が営業開始。
  - 静岡市が全国14番目の政令指定都市に移行。
  - 愛知県豊田市が6町村（藤岡町・小原村・旭町・足助町・下山村・稲武町）を編入合併、愛知県下最大の面積をもつ市となる。
  - ZONEが日本武道館のラストライブにて解散。
- 4月2日 - 宮城県仙台市のアーケード街でトラックが暴走し、3人が死亡。
- 4月4日 - 第77回選抜高等学校野球大会の決勝が阪神甲子園球場で行われ、愛工大名電（愛知）が神村学園（鹿児島）を9-2で下し、初優勝。
- 4月9日
  - 北京にて、1万人による反日デモが行われる。デモ隊は街を荒らし、日本大使館も襲撃。以後も上海等の都市で同様の反日デモが相次ぐ。日本では、デモへの抗議行動も発生し、反中感情があらわになる。
  - 鹿児島県鹿児島市の防空壕で、壕内に入りたき火をしていた中学2年生4人が一酸化炭素中毒で死亡。
- 4月11日 - 奈良県警は、2年以上にわたり大音量の音楽を鳴らし続け、精神的、身体的な被害を近所の女性に与えたとして、同県の主婦を傷害容疑で逮捕。
- 4月15日
  - 衆・参両憲法調査会、各議長に最終報告書を提出する。
  - テレビアニメ『ドラえもん』で、大幅にリニューアルした新シリーズが放送開始。ドラえもん役が水田わさび、のび太役が大原めぐみとなり他の出演声優陣も一新される。
- 4月17日
  - 毎日放送・TBS系列、テレビアニメ『交響詩篇エウレカセブン』が放送開始。
- 4月20日 - 松下電器産業（現・パナソニック）製FF式温風機・フラットラジアントヒーターに一酸化炭素中毒が発生する欠陥が有る事が判明し、リコールを開始。しかし回収・修理が進まず、未修理品で死亡事故が多発、さらに12月には修理完了品でも修理ミスによって事故が発生。松下は買い取りによる回収を開始し、CMも全て回収を呼びかけるものに差し替えるという事態に発展した。

- 4月25日

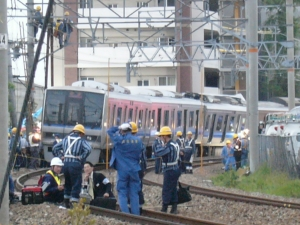
JR福知山線での脱線事故（4月25日）

  - 兵庫県尼崎市の福知山線塚口駅 - 尼崎駅間で列車が脱線。運転士含め死者107人・負傷者555人と、戦後の日本の鉄道事故で4番目に死者数が多くJR史上最悪の鉄道事故となる。
  - 千葉県市原市のファミリーレストランで暴力団員同士のトラブルにより2人が射殺される。
- GW期間中
  - 昨年同様曜日配列が良いこと、天候にも恵まれ、国内の各地の行楽地は賑わう。愛知万博も大盛況。
  - 大型連休中の海外旅行実績は史上最高を記録。昨年大幅に落ち込んだ家族連れも回復する。

### 5月
- 5月1日 - 北朝鮮が日本海に向けて地対艦ミサイルを発射。日本海に墜落したため本土に被害はない。
- 5月3日 - 静岡県警察所属のヘリコプターが静岡市で墜落。乗務していた警察官5名らが即死。
- 5月6日
  - 日韓歴史共同研究の第1回合同会議が開かれ、日韓両国の歴史認識の違いが明らかになる。
  - 日本プロ野球で本年シーズンより導入されたセ・パ交流戦が開幕。
- 5月7日 - 自衛隊第六次イラク派遣。
- 5月8日
  - 日本航空のサンパウロ発成田行ボーイング747機が札幌付近の上空11,000mで与圧装置の不具合のため8,000mの降下を行い、新千歳空港に緊急着陸を行う。
  - 宇都宮実弟殺害事件発生。9月21日に実行犯逮捕。9月30日主犯逮捕。のちに主犯格は死刑確定。
- 5月10日 - 姫路2女性殺害事件で男を殺人容疑で逮捕。後に姫路警察署による職務怠慢の警察不祥事が発覚する。
- 5月14日 - 自衛隊、第六次第二波をイラクへ派遣する。
- 5月16日 - 2004年分の確定申告で所得税額が一千万円を超えた高額納税者を全国524カ所の国税庁の税務署で公示する。投資顧問会社・タワー投資顧問運用部長の清原達郎が36億9238万円で1位となり、サラリーマンが1位であったことが話題となった。俳優部門ではタレント・総合司会者のみのもんたが2億101万円で1位、その他・文化人部門では日本画家の平山郁夫が1億6883万円で1位となった[3]。翌年以降は個人情報保護の観点から高額納税者の公示を実施しなくなったため、高額納税者の公示はこれが最後となった。
- 5月17日 - 総務省はブログの開設者数が三月末で延べ約335万人に達したと発表する。
- 5月19日 - 総務省は全国の市町村数が、2,376となったと発表する。
- 5月21日
  - 日本政府、中国団体観光客のビザ発給を中国全土に拡大する方針を固める。
  - 法科大学院入試で、定員割れとなったことが文部科学省のまとめで判明する。
- 5月22日
  - 宮城県多賀城市の国道45号を横断していた仙台育英高校の新入生の列に車が突っ込み、3人が死亡、20人が負傷。車のドライバーが飲酒運転をしていた。
  - 中国の国家主席と日本の自民党・公明党の幹事長が会談し、靖国神社参拝と歴史教科書や台湾問題など、日中関係について話し合う。
- 5月23日 - 日本道路公団が発注する鋼鉄製の橋梁の工事にあたり、工事に携わったメーカーで談合が行われていた事件で、公正取引委員会は業界団体の幹事を務めたメーカー8社を刑事告発し、5月27日に14人が逮捕された。さらに道路公団にも捜索が入り、7月12日に元公団理事が、7月26日には公団副総裁が逮捕、官製談合に発展した。
- 5月30日
  - 金沢地方裁判所は、住基ネットはプライバシーの保護を保障した憲法13条に違反すると判決する。翌31日には名古屋地方裁判所で「プライバシー侵害を容易に引き起こす危険なシステムとは認められない」と判決、10月14日には、福岡地方裁判所でも合憲であると判決し、地裁レベルでの司法判断が分かれることとなる。
  - 神奈川県の児童福祉審議会が、ゲームソフト「Grand Theft Auto III」に残虐な内容が含まれているとし、有害指定すべきとの答申を出す。これを受けて、神奈川県は6月7日付で県青少年保護育成条例の「有害図書」に指定した。以後他の自治体でも有害図書指定や規制を行なうところがでており、また有害図書指定に関する手続きや経緯などで論争が起こる。
  - 高速増殖炉もんじゅの設置許可処分に対する無効確認請求行政訴訟について最高裁判所において原告棄却の判決が下り、1985年来の訴訟が国側の勝訴で決着をつけた。

### 6月
- 6月1日

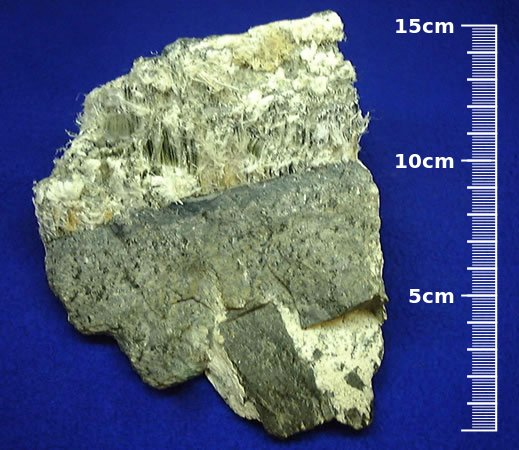
アスベスト問題の表面化

  - 対馬沖の日本海で、日本の排他的経済水域内で違法操業をしていたと思われる韓国の漁船を海上保安庁の巡視船が拿捕。乗組員の身柄や船内への立ち入り検査を巡って韓国側と対立。
  - 2月に日本国内で変異型クロイツフェルト・ヤコブ病患者が発見されたことを受けて、1980年〜1996年に、イギリスに1泊以上滞在したことがある人は、この日から無期限で献血ができなくなる。
- 6月3日 - 福岡県柳川市の三柱神社が放火に遭い、拝殿、廻廊、楼門などを焼失[4]。
- 6月8日 - サッカー日本代表、タイ・バンコクのスパチャラサイ国立競技場で行われた2006年FIFAワールドカップ・アジア予選で北朝鮮に2-0で勝利し、3大会連続でFIFAワールドカップの出場権を獲得[5]。
- 6月9日 - 日韓間の歴史共同研究で歴史教科書を研究対象に加える方向で調整に入る。
- 6月10日 - 山口県光市の県立高校で高校3年生の男子生徒が教室に自製の爆弾を投げ込み、58人が病院へ運ばれる。
- 6月11日 - 主要国首脳会議（サミット）の財務相会合がロンドンで二日の日程で開催される。
- 6月19日 - 4月25日に発生した脱線事故により不通となっていた福知山線（JR宝塚線）が全線運転再開。
- 6月20日
  - 日韓首脳会談。歴史認識合意せず。
  - 東京都板橋区成増の社員寮で管理人夫妻が高校1年の長男に殺害され、ガス爆発が発生。その後、草津温泉で容疑者が逮捕される。
- 6月22日 - 改正介護保険法が成立。
- 6月23日 - 沖縄戦終結60周年。沖縄では平和祈念公園において県主催の「沖縄全戦没者追悼式」が行われる。
- 6月26日 - 茨城県水海道市の養鶏場で、国内初のH5N2型の鳥インフルエンザが検出される。
- 6月27日 - 高松塚古墳の壁画を修復するため石室の解体を決定。
- 6月27日〜28日 - 天皇と皇后が太平洋戦争戦没者の慰霊の為にサイパン島を訪問。
- 6月28日
  - 神戸地裁で明石歩道橋事件の判決出る。県警察、明石市、警備会社に総額約5億6千8百万円の損害賠償を命じると共に、明石警察署署長と副署長の過失を指摘する。
  - 大阪高等裁判所は和歌山毒物カレー事件で一審の死刑判決を支持し、被告側の控訴を棄却。
- 6月29日〜 - 建材を製造している企業や建設業などで、従業員や家族がアスベスト（石綿）が原因とみられる中皮腫などによって多数、死亡していたことが公表される。さらに周辺住民にも被害がおきている事がわかったほか、駅や学校など公共の建物でアスベストが除去されずに放置されていた事が明るみに出るなど、アスベストによる人体への被害がクローズアップされる。
- 6月30日 - 住宅リフォーム詐欺を行っていたとして、リフォーム業者の社員が逮捕される。これ以外にも、主に老人を狙った悪質なリフォーム詐欺が顕在化し、社会問題となる。

### 7月
- 7月3日
  - 小笠原諸島の南硫黄島沖の「福徳岡ノ場」と呼ばれる海底火山が噴火する。
  - 長嶋茂雄巨人軍終身名誉監督が、東京ドームで巨人対広島戦を観戦。前年3月に脳梗塞で倒れて以来1年4ヵ月ぶりに公の場に姿を見せる。
- 7月4日　- ポッドキャスティング番組こむぞうが配信開始。（ポッドキャスト形式での配信開始は7月7日から。）
- 7月6日〜8日 - 主要国首脳会議がイギリス（スコットランド）・グレンイーグルズにて開催。
- 7月15日 - 三重県の熊野灘沖でタンカー2隻が衝突し1隻が炎上。6人が死亡。
- 7月17日 - 知床半島の世界自然遺産への登録が決まる。
- 7月23日 - 千葉県北西部地震発生。東京都区部で震度5強を観測。首都圏の鉄道はダイヤが大幅に乱れる。
- 7月26日
  - 日本人宇宙飛行士の野口聡一が搭乗したスペースシャトル「ディスカバリー」の打ち上げに成功。2週間のミッションを終え、8月9日に地球に帰還。
  - 広島平和記念公園内の原爆死没者慰霊碑の碑文の一部がハンマーと鑿で削られる事件が発生。
  - アイドル育成シミュレーションゲーム・アイドルマスターシリーズの初の作品である『THE IDOLM@STER』の筐体が稼働開始。
- 7月27日〜31日 - 第29回全国高等学校総合文化祭青森開催。

### 8月
- 8月2日 - 大阪府河内長野市で自殺サイト殺人事件が起きる。
- 8月6日
  - 広島市に原爆が投下されてから60年を迎える。広島平和記念公園で平和記念式典が行われ、秋葉忠利広島市長が平和宣言で、核保有国への批判と、国連総会での核廃絶に向けた特別委員会の設置を提言。
  - 第87回全国高等学校野球選手権大会が阪神甲子園球場で開幕。
- 8月8日 - 郵政民営化関連法案が参議院で否決される。これを受けて第2次小泉改造内閣は衆議院の解散を決め、同日衆議院は解散される。小泉首相はこの解散を「郵政解散」とする。
- 8月9日 - 長崎市に原爆が投下されてから60年を迎える。長崎市の平和公園で平和祈念式典が行われ、伊藤一長長崎市長が平和宣言で、核抑止力に固執するアメリカを批判する。
- 8月12日 - 日本航空系のJALウェイズ社所有のホノルル行きDC-10のエンジンから出火しタービン関連部品が福岡市東区内に落下し、落下部品に触れた5人がやけどを負う。乗客乗員にけがはなかったが、くしくも日本航空123便墜落事故から20周年のまさにその日、しかも同様の時間帯に起きた事故のため、批判が集中した。
- 8月15日 - 第二次世界大戦（太平洋戦争）が終戦してから60年を迎える。注目されていた小泉首相の靖国神社参拝は見送られる。
- 8月16日 - 牡鹿半島沖を震源とするマグニチュード7.2の地震発生。宮城県川崎町で震度6弱を記録。
- 8月17日 - 郵政民営化法案に反対した綿貫民輔・亀井静香らが国民新党を結成。
- 8月18日 - 第87回全国高等学校野球選手権大会の準々決勝大阪桐蔭対東北で、大阪桐蔭の平田良介が1984年（第66回）の清原和博（PL学園）以来21年ぶり2人目となる1試合3本のホームランを記録。
- 8月20日 - 第87回全国高等学校野球選手権大会の決勝戦が阪神甲子園球場で行われ駒大苫小牧が京都外大西を5-3で破り、2年連続の全国制覇。
- 8月21日 - 郵政民営化法案に反対した小林興起らが田中康夫長野県知事を代表に据えて新党日本を結成。
- 8月24日 - 首都圏新都市鉄道つくばエクスプレス線（東京・秋葉原駅 - 茨城・つくば駅間）が開通。
- 8月31日
  - 伊豆箱根鉄道駒ヶ岳鋼索線がこの日限りで廃止。
  - 前年10月16日より運休していた屋島ケーブルが正式に廃止。

### 9月

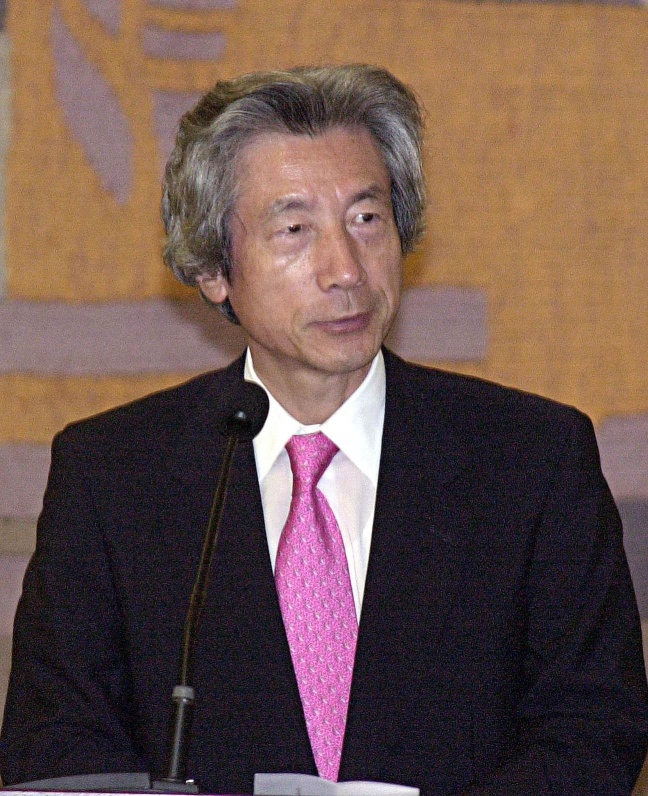
小泉首相が行った「郵政解散」で、日本列島は選挙一色に染まった（9月11日）

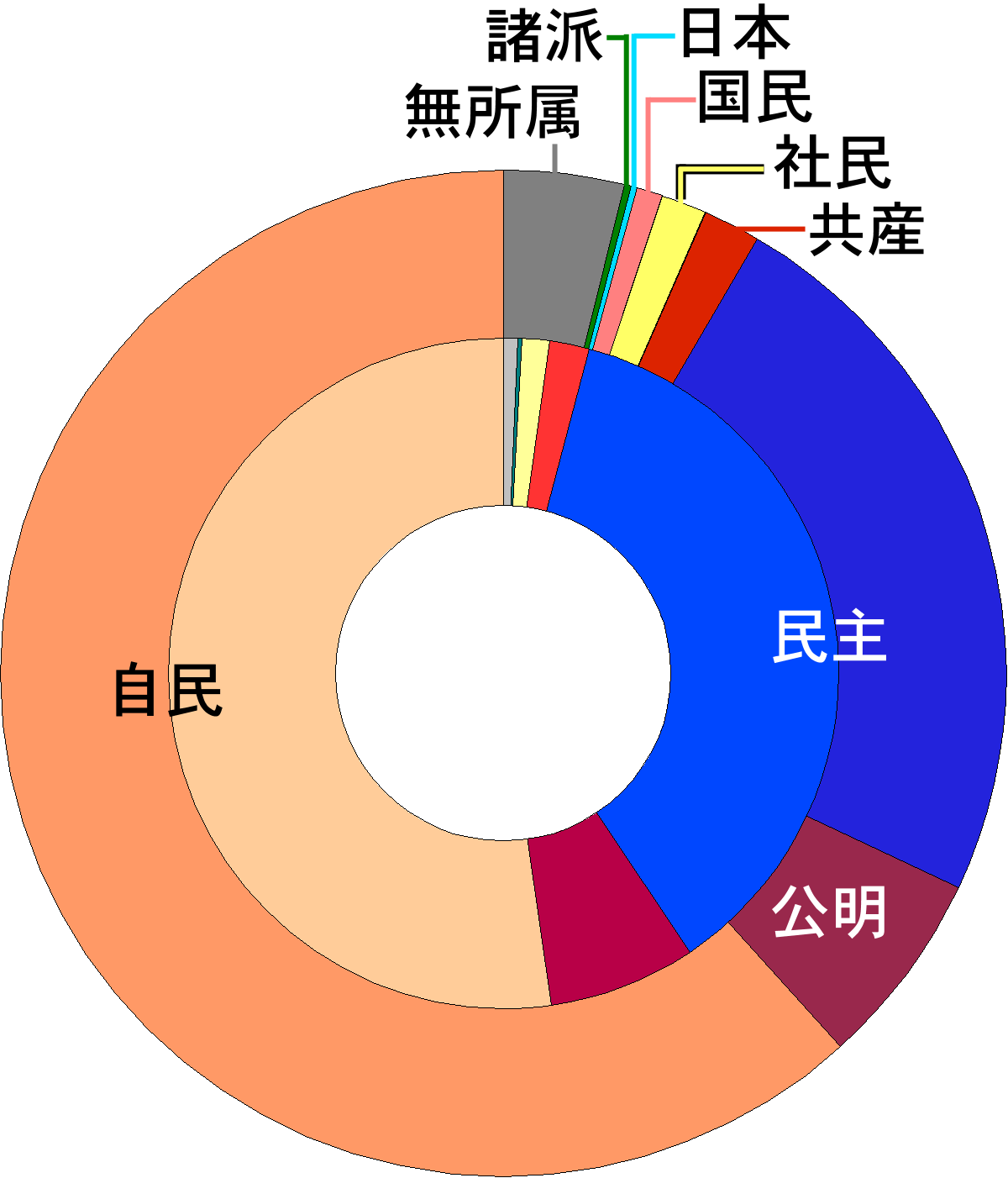
衆院選の結果、与党の議席占有率は戦後最高の68.1%となった（9月11日）

- 9月2日 - アフガニスタンのカンダハール近郊で、当地を旅行していた広島県尾道市の中学校教諭2人の銃殺体が発見される。
- 9月7日 -  携帯音楽プレーヤーiPod miniの後継機種としてiPod nanoが発売される。
- 9月9日 - 北海道滝川市の小学校の6年生の女子児童が自殺。1年後、教育委員会の対応が問題化。社会問題に。
- 9月10日 - 次期巨人監督に名前が挙がっていた星野仙一が会見をひらき、阪神残留を発表。
- 9月11日 - 第44回衆議院議員総選挙投票日。自由民主党が296議席という記録的な圧勝、連立与党の公明党と合わせて326議席を確保し、与党が衆議院の3分の2超の議席を獲得。民主党は議席を大幅に失い、岡田克也代表が辞任。郵政民営化反対派は33人中16人が敗北。投票率は67%超と前回を大幅に上回る。
- 9月17日 - 民主党代表選で、「脱労組」を掲げる43歳の前原誠司が、元代表菅直人を2票差で破り、代表に選ばれる。
- 9月18日 - 先の総選挙で落選した民主党の前衆議院議員小林憲司と秘書ら3名が覚醒剤取締法違反の現行犯で逮捕された。
- 9月21日 - 第163回特別国会召集。衆参両院で首相指名選挙が行われ、小泉純一郎自民党総裁が第89代内閣総理大臣に指名される。同日第3次小泉内閣が発足。
- 9月22日 - 早稲田大学などが、電気の直流を交流に変換するインバーターのように働くBEDT-TTFと呼ばれる有機化合物を発見。
- 9月25日 -  2005年日本国際博覧会（愛知万博）「愛・地球博」が閉幕。累計来場者数は約2,205万人（185日間）。
- 9月27日 - 大阪・和歌山の阪神高速道路で走行中の車を狙った、改造し殺傷能力を高めたエアガンによる狙撃事件が発生（犯人は10月7日に逮捕）。以降改造エアガンによる狙撃事件が全国各地で多発、社会問題化する。
- 9月29日 - プロ野球・セ・リーグ、阪神タイガースが2年ぶり9度目のリーグ優勝。
- 9月30日 - 小泉純一郎首相の靖国神社参拝に対し、大阪高等裁判所は高裁としては初めて違憲であるとの判断を示す。前日の29日には東京高裁が私的参拝であるとの判断を示しており、高裁での判断が分かれることとなる。

### 10月
- 10月1日
  - 日本道路公団、首都高速道路公団、阪神高速道路公団及び本州四国連絡橋公団の道路関係四公団が民営化。日本道路公団が東日本高速道路株式会社、中日本高速道路株式会社、西日本高速道路株式会社の3社に分割されるなど、6社に運営が引き継がれる。
  - 日本原子力研究所と核燃料サイクル開発機構が統合し、日本原子力研究開発機構が発足。
  - 第18回国勢調査が開始。個人情報保護の観点から回答を拒否する事例や、調査員を装って調査表をだまし取る事件など、トラブルが多発する。
  - 平成の大合併も山場。長野県安曇野市、滋賀県米原市、沖縄県宮古島市など50の新市町村がこの日一日で誕生。
  - 日米社会保障協定発効。
  - 九州大学が伊都地区に新キャンパスを開設。六本松地区および箱崎地区からの移転を順次進める。
- 10月4日 - 米ハーバード大学の中谷喜洋教授らの研究チームが、ほとんど全てのがん細胞の自殺（アポトーシス）に関与しているとみられるタンパク質を特定したと発表。がん治療の革命的な進歩につながる発見。
- 10月5日
  - 愛知万博のマスコット、モリゾー・キッコロを瀬戸市が住民登録する。
  - 巨人、原辰徳が監督に復帰。
- 10月12日 - 鳥取県人権侵害救済条例が可決、成立。都道府県レベルでの独自の人権救済条例の制定は全国初。
- 10月14日
  - 郵政民営化関連法案が成立。
  - 名古屋高等裁判所（川原誠裁判長）は大阪・愛知・岐阜連続リンチ殺人事件（1994年に発生）で4人を死亡させたとして殺人罪・強盗殺人罪などに問われた事件当時少年の被告人3人（うち2人は当時19歳、1人は18歳）をいずれも死刑に処す判決を言い渡した（第一審・名古屋地裁〈2001年〉の1人死刑・2人無期懲役とした判決を破棄）[6]。最高裁判所に資料が残る1966年以降では同一事件で事件当時少年だった複数の被告人に死刑が宣告された事例は初だった[7]。
- 10月15日 - 福岡県太宰府市に九州国立博物館が開館。16日に一般公開。
- 10月16日 - フクダ電子アリーナにて初試合（千葉vs横浜FM）が開催される。
- 10月17日
  - 小泉純一郎首相が2004年1月1日以来となる靖国神社参拝を行う。
  - プロ野球・パ・リーグプレーオフはレギュラーシーズン2位のロッテが同1位のソフトバンクを下し、31年ぶり5度目のリーグ優勝。
- 10月18日 - トヨタ自動車が、1969年の制度開始以来過去最大となる127万台のリコールを届け出る。
- 10月19日 - 総務省が国内事業者によるブログサービスの登録者数が473万人、ソーシャル・ネットワーキング・サービスの登録者数が393万人との調査結果を発表。
- 10月21日 - 自由民主党の党紀委員会は通常国会で郵政民営化法案採決に反対票を投じ、衆院解散後新党を結成した綿貫民輔ら衆院議員（落選した元議員も含む）7人と参院議員2人を除名処分。さらに28日には、特別国会で同法案採決を欠席した野呂田芳成衆院議員を除名とするなど、「造反議員」に対する処分が決定。
- 10月22日〜30日 第18回東京国際映画祭が開催。
- 10月23日 - 武豊騎手騎乗のディープインパクトがこの日行われた菊花賞に勝利し、1994年のナリタブライアン以来史上6頭目のクラシック三冠制覇を達成。無敗の三冠馬は、1984年のシンボリルドルフ以来史上2頭目となる。
- 10月25日
  - 小泉首相の私的諮問機関「皇室典範に関する有識者会議」が、皇位継承資格を女性・女系天皇にも拡大することで全会一致で決定。
  - 旧植民地のハンセン病患者が補償を求めた訴訟で、東京地方裁判所は韓国側患者の訴訟については敗訴、台湾側患者の訴訟については勝訴の判決を言い渡す。2つの訴訟で裁判長が異なる事から、判断が分かれる結果となる。
- 10月26日
  - 沖縄県宜野湾市にある米軍普天間飛行場の移設問題で、名護市の辺野古崎にある、米軍キャンプ・シュワブ兵舎地区に一部を海上に突き出す形で建設することで、日米両国が基本合意。
  - 改正政治資金規正法が成立、政治団体間の献金に年間5,000万円の上限が設けられるほか、政党本部による支部の解散が可能となる。
  - 改正テロ対策特別措置法が成立、自衛隊の後方支援が1年間延長されることとなる。
  - プロ野球・日本シリーズ、ロッテが阪神にストレートで4連勝(4タテ)し、31年ぶり3回目の日本一になる。ストレート4連勝(4タテ)はシリーズとしては2002年の巨人以来、3年ぶりで、ロッテとしては前身を通じて球団史上初。また、4戦の得点の合計はロッテが33点だったのに対し阪神が4点に終わったことも話題となった。
- 10月27日 - アメリカ政府は、米海軍横須賀基地に空母キティホークの後継艦として、2008年にニミッツ級原子力空母を配備することを発表。
- 10月31日 - 第3次小泉改造内閣が発足。

### 11月

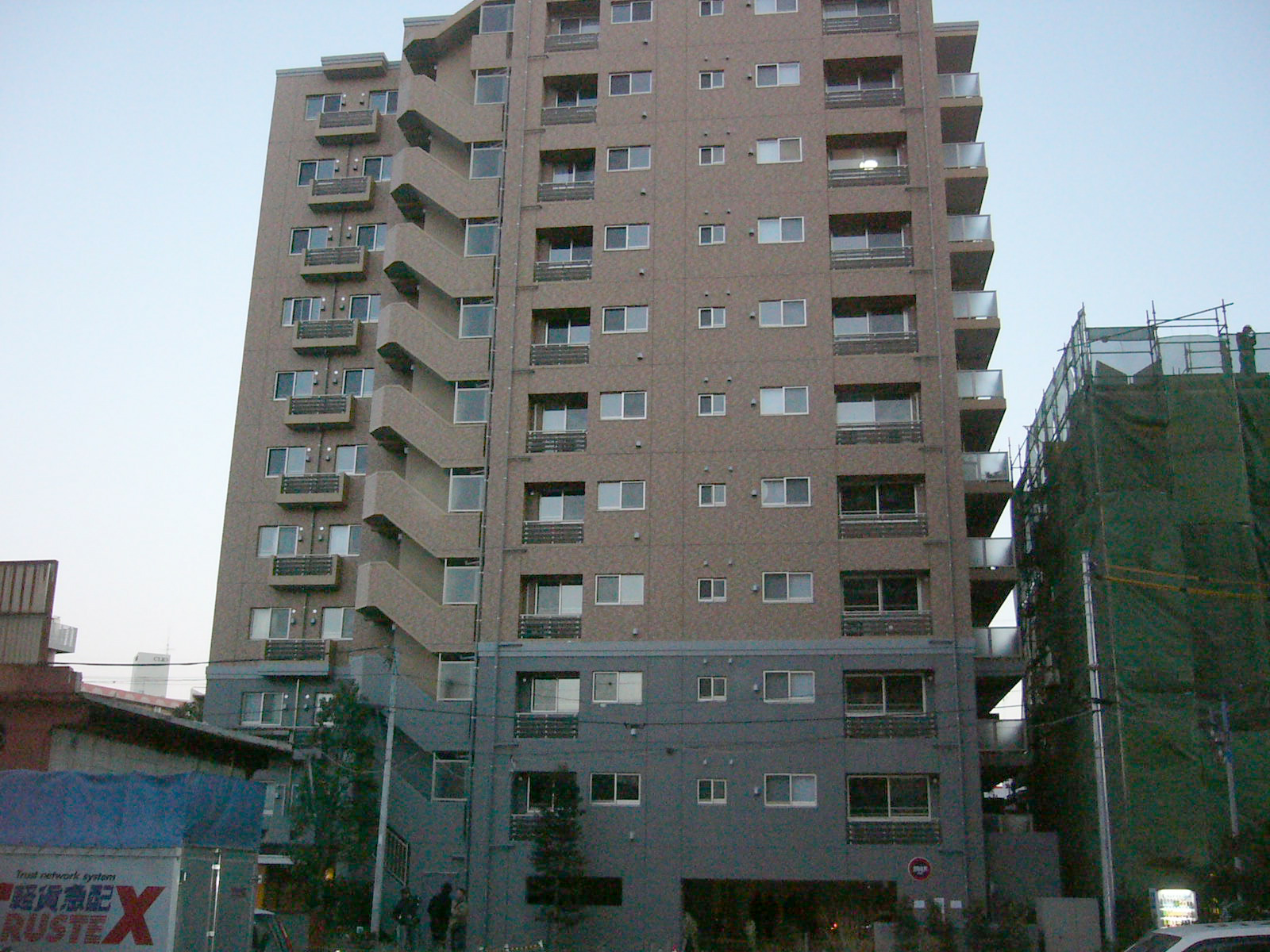
構造計算書偽造問題発覚の嚆矢となったグランドステージ藤沢（11月17日）

- 11月1日 - スーパーフリーによる集団強姦事件で代表の上告を棄却する。
- 11月2日 - 徳島県那賀郡那賀川町の那賀川でメスのアゴヒゲアザラシ1頭が確認され、「ナカちゃん」の愛称が付けられる。翌年8月27日に死亡が確認されるまでそのまま那賀川に居着いていた[8]。
- 11月3日 - 長嶋茂雄元巨人監督が文化功労賞を受賞。
- 11月10日 - スパイウェアを使用してインターネットバンキング用のIDとパスワードを不正に入手し、当該IDの口座から自分の管理する口座に送金したとして、千葉市の無職の男が逮捕される。スパイウェアによる不正アクセス事件の摘発は国内初。この事件以外にも銀行を騙ってメール・CD-ROMを送付しスパイウェアを使った不正送金事件が多数発生。
- 11月11日 - 郵政民営化で設立される郵政持株会社の初代社長に西川善文前三井住友銀行頭取の就任が内定。
- 11月12日〜15日 - 第18回ねんりんピック福岡開催。
- 11月13日
  - 滋賀県彦根市小野町の名神高速道路米原JCT〜彦根IC間下り線で車7台の多重衝突事故が発生した。少なくとも7名死亡、3人負傷。
  - プロ野球のアジアシリーズが最終日を迎え、日本代表の千葉ロッテマリーンズが韓国代表のサムスン・ライオンズを下し、日本シリーズに次いで、無敗で優勝を果たす。
- 11月15日
  - 紀宮清子内親王と黒田慶樹の結婚式が帝国ホテルで行われ、紀宮清子内親王は皇族の身分を離れ、民間人となる。
  - 自由民主党結成50年（22日、立党50年大会で新憲法草案を発表する）。
- 11月17日
  - 耐震強度偽装事件が発覚。同じ建築士事務所による構造計算書の偽造が21件あると国土交通省の発表により発覚し、深刻な社会問題になる。うちマンション・ホテル12棟については震度5以上で倒壊の危険性が有る事が判明。
  - 大阪姉妹殺害事件が発生。逮捕された男はかつて山口母親殺害事件で少年院に送られていた元少年であった。
- 11月18日 - 旧新東京国際空港公団発注の成田空港電気設備工事で、空港公団主導による受注調整など官製談合の疑いが浮上、関わった電機メーカー各社と成田国際空港会社が東京地検の捜索を受ける。
- 11月25日
  - 歌舞伎がユネスコの無形文化遺産に登録されることが決まる。
  - 民主党がシンクタンク、公共政策プラットフォームを設立。
- 11月26日
  - 惑星探査機はやぶさが小惑星イトカワへの着陸と岩石の採取に成功。月以外の天体からの岩石等の試料採取は世界初。
  - 大相撲十一月場所、横綱・朝青龍が優勝を決め、史上初となる7連覇と年間6場所完全制覇を達成、さらに自身年間84勝を挙げ、北の湖の持つ年間最多勝利記録（82勝）を更新した。
  - 社会人野球日本選手権大会、松下電器野球部が5年ぶりの優勝を決めた。
  - 南海和歌山港線の途中駅3駅すべてがこの日限りで廃止。
- 11月27日 - 東京外環自動車道三郷JCT〜三郷南ICが開通。
- 11月28日 - 衆議院議員で弁護士の西村眞悟の法律事務所の元職員が弁護士の名義を使用させたとして、大阪地検特別捜査部と大阪府警察が西村議員を弁護士法違反（非弁護士との提携）容疑で逮捕。

### 12月
- 12月1日

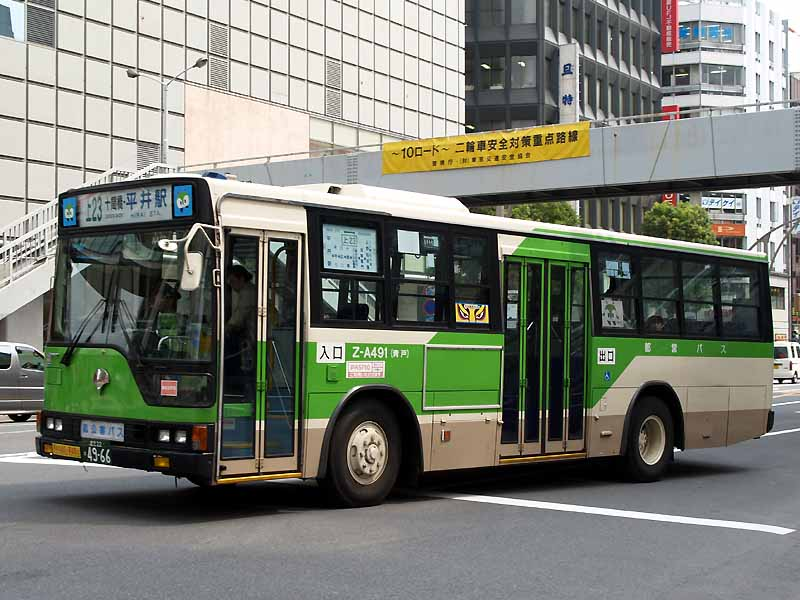
東京都の防犯ステッカーを貼った都営バス（12月21日）

  - 地上デジタルテレビ放送の受信可能範囲が拡大、新たに東北6県でも放送が開始。
  - 栃木小1女児殺害事件が発生。
- 12月8日
  - マザーズ市場に新規上場した人材派遣業のジェイコムの株式取引においてみずほ証券の担当者が誤注文し、株式市場が混乱する。
  - 内閣府食品安全委員会は、アメリカ・カナダ産牛肉の輸入再開を容認する答申を農林水産省・厚生労働省に提出。これを受けて政府は12日に輸入再開を正式決定する。
  - 国内で21頭目の牛海綿状脳症（BSE）が確認される。
- 12月10日
  - 宇治学習塾小6女児殺害事件が発生[9]。
- 12月14日 - 第1回東アジアサミットがマレーシアのクアラルンプールで開催。
- 12月15日 - 早瀬日如が日蓮正宗管長、大石寺法主に就任。翌16日に大石寺にて座替り式を執行。
- 12月16日 - 日本初のワンセグ対応携帯電話、W33SAがauより発売。
- 12月21日 - 東京都青少年・治安対策本部は、東京都の庁有車および民間事業者の自動車に、防犯ステッカー『動く防犯の眼』の貼付を開始。歌舞伎役者の隈取をした両の目のデザインに「犯罪を見逃さない！」の表記[10]。
- 12月22日
  - 厚生労働省が2005年の人口動態統計の年間推計を発表、日本の人口が1899年の統計開始以来初の自然減となったことがわかる。
  - 12月に入ってから続いていた記録的降雪と強風の影響で、近畿地方や新潟県下越地方を中心に大規模な停電が発生。特に新潟県では停電が長時間に及び、新潟市の都市機能が麻痺する事態となる。→新潟大停電
- 12月23日 - 京都大学アメフト部レイプ事件が発生（犯人逮捕は翌年の1月26日）。
- 12月25日 - 山形県庄内町のJR羽越本線で特急電車「いなほ14号」が脱線、横転。5人が死亡し、32人が負傷。
- 12月31日 - 23時59分60秒 (UTC)、閏秒の挿入。

## 社会

### 政治
10月、秀島敏行が佐賀市・佐賀郡諸富町・大和町・富士町・神埼郡三瀬村の合併に伴う新・佐賀市の発足に伴う佐賀市長選挙に無所属で出馬。合併前の旧・佐賀市長であった木下敏之を破り、初当選した。

### 法
景観緑三法（景観法、景観法の施行に伴う関係法律の整備等に関する法律、都市緑地保全法等の一部を改正する法律）が全面施行される。

### 教育
- 全教室インターネット対応
- キャリア教育の推進
- 女子体育服としてブルマー着用を認めていた最後の学校がついにそれを廃止[12]

### イベント・行事
- 日韓友情年
- 日本におけるドイツ年（2006年まで）
- 世界物理年

## 天候・天災・観測等
- 平成17年台風第14号 - 激甚災害に指定。
- 平成18年豪雪（〇六豪雪、一八豪雪） - 本年12月〜翌年2月にかけて日本海側の各地で豪雪となった。

## 文化と芸術

### 流行
- 『NANA』・『ハチミツとクローバー』・『のだめカンタービレ』などの少女漫画が人気を呼ぶ。
- 電車男が映画、テレビドラマともに大ヒットを記録し、アキバ系、秋葉原が注目される。
- 愛地球博開催。モリゾーキッコロが注目される。
- トリビアの泉 〜素晴らしきムダ知識〜が注目を集め、『へぇ〜』等、トリビアが話題になる。
- 「○○カワイイ」という言葉が一般化する（例：アンガールズに対して「キモかわいい」）。
- オリエンタルラジオがCMに登場し、デビュー半年で大ブームする。
- はなわ、テツandトモ、波田陽区、レイザーラモンHGやエンタの神様などを始めとする お笑いブームが全盛期を迎える。
- ロハスが流行し始める。

#### 流行語
ユーキャン新語・流行語大賞
以下に本年の受賞語を列記する。なお、肩書きや役職などは受賞当時のものである。
- 年間大賞
  - 小泉劇場（武部勤 〈自民党幹事長〉ほか）
  - 想定内（外）（堀江貴文 〈ライブドア社長〉）
- トップテン入賞
  - クールビズ（小池百合子 〈環境大臣〉）
  - 刺客
  - ちょいモテオヤジ（岸田一郎 〈『LEON』編集長〉）
  - 「フォーー!」（レイザーラモンHG）
  - 富裕層（田中嘉一 〈すみしんウェルスパートナーズ社長〉）
  - ブログ（カズマ 〈「鬼嫁日記」のブロガー〉）
  - ボビーマジック（サブロー、今江敏晃 〈千葉ロッテマリーンズ選手〉）
  - 「萌え〜」（完全メイド宣言）

上記以外のおもな流行語
- 「ジャンガジャンガ」（アンガールズ）
- 「武勇伝」（オリエンタルラジオ）

インターネット関連
この年にユーザーが急増し、広く知れ渡った言葉。
- ブログ
- mixi

方言ブーム
東京の女子高生に方言ブームが起こり、ティーン誌で取り上げられて全国的に広まった。
- 「なまら」
- 「なんやっちゃおえ」
- 「〜たい」（語尾）ほか多数。

#### ファッション
- エロかわいいファッションが流行。
- ごくせんのヒットでジャージが流行する。
- お姉系ファッションを中心に、巻き髪が流行する。

### 建築
竣工
解体

### 音楽
- 1月1日 - 『To All Tha Dreamers』(SOUL'd OUT)
- 1月12日 - 『スーベニア』(スピッツ)。同アルバムに『春の歌』、『正夢』収録。
- 1月15日 - 『DOOR』、『君と僕の第三次世界大戦的恋愛革命』(銀杏BOYZ)
- 1月19日 - 『JOY』(YUKI)
- 1月19日 - 『月光花』(Janne Da Arc)
- 1月22日 - Def Techがアルバム『Def Tech』でデビュー。同アルバム収録の『My Way』がヨコハマタイヤCMソングに起用され、口コミでブレイク。
- 1月26日 - 『ファンタスティポ』(トラジ・ハイジ)
- 2月2日 - 『NO MORE CRY』(D-51)。日本テレビ系土曜ドラマ『ごくせん』主題歌。
- 2月16日 - 『さくら』(ケツメイシ)
- 2月16日 - 『何度でも』(DREAMS COME TRUE)。フジテレビ系火9枠ドラマ『救命病棟24時』主題歌。
- 2月23日 - 『*〜アスタリスク〜』（ORANGE RANGE）。テレビ東京系アニメ『BLEACH』初代オープニングテーマ。
- 3月9日 - 『Withering to death.』（Dir en grey）。同アルバムに『朔-saku-』、『THE FINAL』収録。
- 3月24日 - 『FULL OF ELEVATING PLEASURES』（BOOM BOOM SATELLITES）
- 3月30日 - 『リルラ リルハ』（木村カエラ）
- 3月30日 - 『惚れたぜHarajuku』（アルファ＆スチャダラパー）
- 4月20日 - 『全力少年』(スキマスイッチ)
- 4月20日 - 『STEP you』（浜崎あゆみ）
- 4月27日 - 『創聖のアクエリオン』(AKINO)
- 5月17日 - 『Story』（AI）
- 5月18日 - 『恋におちたら』（Crystal Kay）。フジテレビ系木曜劇場ドラマ『恋におちたら〜僕の成功の秘密〜』主題歌。
- 5月25日 - 『たしかなこと』（小田和正）
- 6月8日 - 『紫陽花/螺旋階段』（椿屋四重奏、1stシングル）
- 6月29日 - 『ケツノポリス4』(ケツメイシ)。ダブルミリオン。2005年度第47回日本レコード大賞のベストアルバム賞。
- 6月29日 - 『四次元 Four Dimensions』(Mr.Children)
- 7月13日 - 『Queen of Hip-Pop』(安室奈美恵)。同アルバムに『ALARM』、『ALL FOR YOU』、『GIRL TALK』、『WANT ME, WANT ME』収録。
- 8月3日 - 『世界はそれを愛と呼ぶんだぜ』（サンボマスター）。フジテレビ系木曜劇場ドラマ『『電車男』エンディングテーマ。
- 8月3日 - 『キラキラ』（aiko）
- 8月4日 - iTunes Music Storeが日本でもサービスを開始し、主な音楽媒体がダウンロードに本格的に移行しはじめる。
- 8月31日 - 『GLAMOROUS SKY』（NANA starring MIKA NAKASHIMA）
- 9月14日 - 『HEAVEN』（浜崎あゆみ）
- 9月21日 - 『プラネタリウム』（大塚愛）。TBS系金曜ドラマ『花より男子』（第1期）イメージソング。
- 10月19日 - 『スパイラル』（上原ひろみ）
- 10月26日 - 『POP STAR』（平井堅）。フジテレビ系月9ドラマ『危険なアネキ』主題歌。
- 10月26日 - 『聖少女領域』（ALI PROJECT）。『Rozen Maiden』第二期、TBS系アニメ『ローゼンメイデン トロイメント』オープニングソング。
- 11月2日 - 『青春アミーゴ』（修二と彰）。日本テレビ系土曜ドラマ『野ブタ。をプロデュース』主題歌。
- 11月2日 - WaTが『僕のキモチ』でデビュー。同年、史上最短でNHK紅白歌合戦出場。
- 11月16日 - 『粉雪』（レミオロメン）
- 11月23日 - 『supernova/カルマ』（BUMP OF CHICKEN）
- 11月23日 - 『NIKKI』（くるり）。同アルバムに『BIRTHDAY』、『Superstar』、『 赤い電車』、『Baby I Love You』収録。
- 12月7日 - 『Space Sonic』（ELLEGARDEN）
- 12月8日 - AKB48が秋葉原48劇場（現：AKB48劇場）でデビュー[13]。
- 12月14日 - 『ただ…逢いたくて』（EXILE）
- 「エロかわいい」（または「エロかっこいい」）という言葉をキーワードに倖田來未が注目される。
- SMAP、『世界に一つだけの花』がシングルでダブルミリオンヒット（2003年3月5日発売）。
- O-ZONE、『恋のマイアヒ』が中高生を中心に人気を集める（2004年10月頃から流行）。
- iPodをはじめとするメディアプレーヤーや、携帯電話における着うたの普及により音楽のダウンロード販売が目立った。「CDの売り上げ枚数」と「ダウンロード数」を総合して売り上げをカウントし始めるようになる。

### 演劇
歌舞伎
宝塚歌劇団

### 映画
- 1月22日 - 『パッチギ!』（監督：井筒和幸）
- 1月29日 - 『トニー滝谷』（監督：市川準）
- 2月5日 - 『着信アリ2』（監督：塚本連平）
- 3月12日 - 『カナリア』（監督：塩田明彦）
- 5月7日 - 『交渉人 真下正義』（監督：本広克行）
- 6月4日 - 『電車男』（監督：村上正典）
- 7月2日 - 『いつか読書する日』（監督：緒方明、主演：田中裕子）
- 7月16日 - 『運命じゃない人』（監督：内田けんじ）
- 7月23日 - 『リンダ リンダ リンダ』（監督：山下敦弘）
- 7月30日 - 『亡国のイージス』（監督：阪本順治）
- 8月27日 - 『メゾン・ド・ヒミコ』（監督：犬童一心、主演：オダギリジョー）
- 8月27日 - 『容疑者 室井慎次』（監督：君塚良一）
- 9月3日 - 『サマータイムマシン・ブルース』（監督：本広克行、脚本：上田誠）
- 9月3日 - 『NANA』（監督：大谷健太郎）
- 10月8日 - 『空中庭園』（監督：豊田利晃）
- 11月5日 - 『ALWAYS 三丁目の夕日』（監督：山崎貴）
- 12月17日 - 『男たちの大和/YAMATO』（監督：佐藤純彌）

### テレビ

#### ドラマ
- 大河ドラマ『義経』
- 1月 - 3月 『救命病棟24時』（第3シリーズ）（フジテレビ系火9）
- 1月 - 3月 『ごくせん』（第2シリーズ）（日本テレビ系土曜ドラマ）。エランドール賞作品賞 テレビ部門（TVガイド賞）。
- 1月 - 3月 『優しい時間』（フジテレビ系木曜劇場）
- 1月 - 3月 『不機嫌なジーン』（フジテレビ系月9）。2004年向田邦子賞。
- 3月 - 10月 - NHK連続テレビ小説『ファイト』
- 4月 - 6月 『恋におちたら〜僕の成功の秘密〜』（フジテレビ系木曜劇場）
- 4月 - 6月 『タイガー&ドラゴン』（TBS系金曜ドラマ）。ギャラクシー賞大賞。
- 7月 - 9月 『女王の教室』（日本テレビ系土曜ドラマ）。2005年向田邦子賞。
- 7月 - 9月 『電車男』（フジテレビ系木曜劇場）
- 7月 - 9月 『ドラゴン桜』（TBS系金曜ドラマ）
- 10月 - 2006年3月 - NHK連続テレビ小説『風のハルカ』
- 10月 - 12月 『1リットルの涙』（フジテレビ系火9）
- 10月 - 12月 『大奥〜華の乱〜』（フジテレビ系木曜劇場）
- 10月 - 12月 『野ブタ。をプロデュース』（日本テレビ系土曜ドラマ）
- 12月 『クライマーズ・ハイ』（NHK）。ギャラクシー賞優秀賞。

#### 特撮
- ウルトラマンマックス
- 仮面ライダー響鬼
  - 劇場版 仮面ライダー響鬼と7人の戦鬼
- 魔法戦隊マジレンジャー
  - 魔法戦隊マジレンジャー THE MOVIE インフェルシアの花嫁

#### お笑い
コンテスト番組の優勝者
- 上方漫才大賞
  - 中田カウス・ボタン（吉本興業）
- NHK上方漫才コンテスト
  - レギュラー（吉本興業）
- ABCお笑い新人グランプリ　最優秀新人賞
  - アジアン（吉本興業）
- 爆笑オンエアバトル チャンピオン大会（NHK、2004年度）
  - タカアンドトシ（吉本興業）
- M-1グランプリ（テレビ朝日系）
  - ブラックマヨネーズ（吉本興業）
- R-1ぐらんぷり（フジテレビ系）
  - ほっしゃん。（吉本興業）

### アニメ
アニメーション映画
- 7月16日 - 『劇場版ポケットモンスター アドバンスジェネレーション ミュウと波導の勇者 ルカリオ』（監督：湯山邦彦）
- 7月23日 - 『劇場版 鋼の錬金術師 シャンバラを征く者』（監督：水島精二）

テレビアニメ
- 1月6日 - 『AIR』放送開始
- 1月8日 -『トランスフォーマー ギャラクシーフォース』放送開始。マイクロン三部作最終作（ただし、日本版では新規シリーズになっている）。
- 3月18日 -『ドラえもん（第2作第1期）』放送終了
- 4月4日 - 『創聖のアクエリオン』放送開始
- 4月5日 - 『いちご100%』放送開始
- 4月6日 - 『アイシールド21』放送開始
- 4月12日 - 『バジリスク 〜甲賀忍法帖〜』放送開始
- 4月15日 - 『ドラえもん（第2作第2期）』放送開始
- 4月17日 - 『交響詩篇エウレカセブン』放送開始
- 6月29日 - 『かみちゅ!』放送開始。文化庁メディア芸術祭アニメーション部門優秀賞。
- 7月3日 - 『ぱにぽにだっしゅ！』放送開始
- 7月5日 - 『プレイボール』放送開始
- 10月4日 - 『地獄少女』放送開始
- 10月5日 - 『ARIA The ANIMATION』放送開始
- 10月1日 - 『魔法少女リリカルなのはA's』放送開始
- 10月5日 - 『灼眼のシャナ』放送開始
- 10月8日 - 『BLOOD+』放送開始
- 10月23日 - 『蟲師』放送開始

OVA

### ゲーム

#### コンピューターゲーム
アーケードゲーム
テレビゲーム
- テイルズ オブ シリーズ10周年。

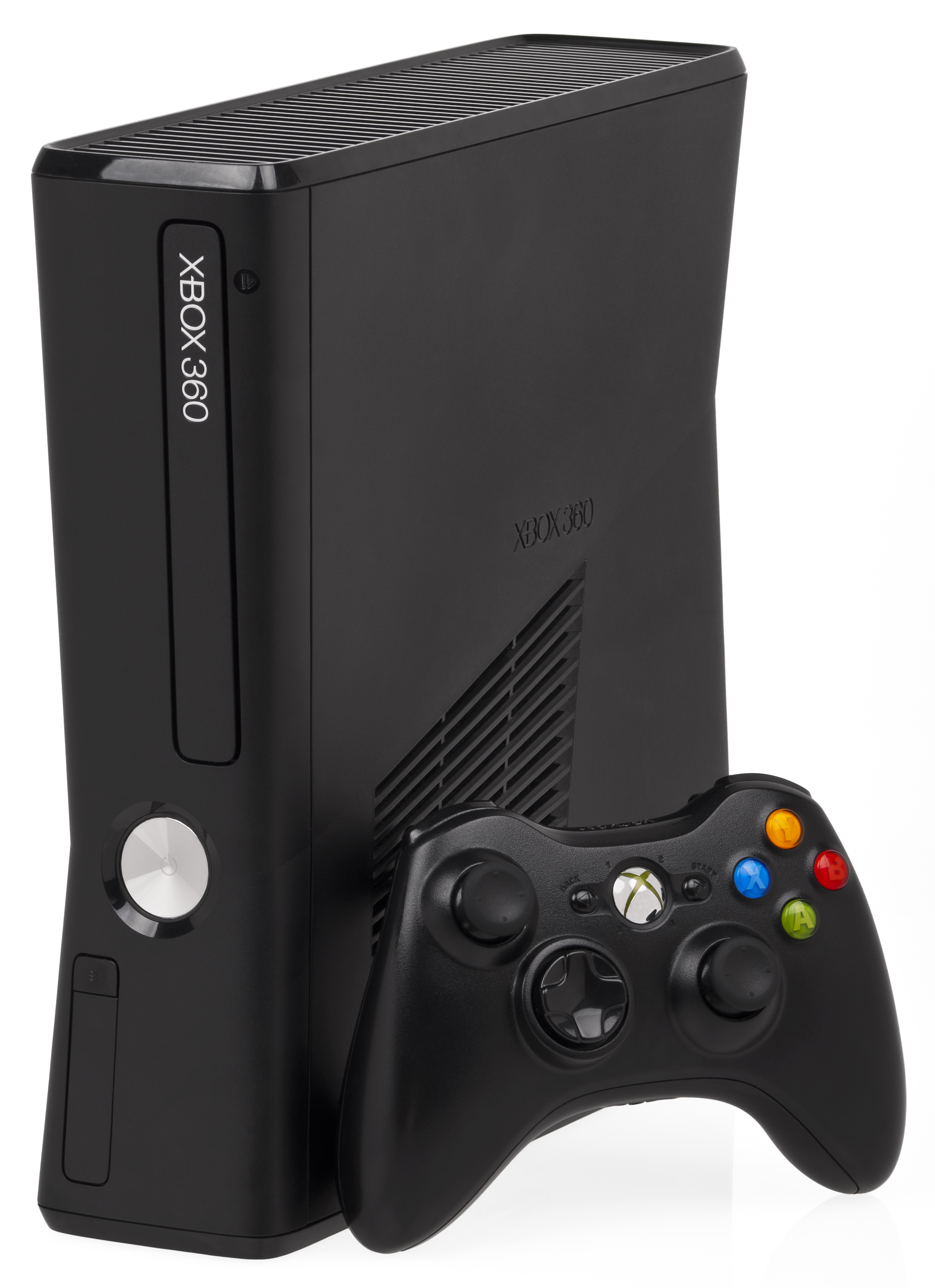
Xbox 360

- マイクロソフトの家庭用ゲーム機「Xbox 360」が発売。
- カプコンがPS2用ソフト『ロックマンX8』を発売。
- スクウェア・エニックスがPS2用ソフト「キングダム ハーツII」を発売。
- コーエーがPS2用ソフト「真・三國無双4」を発売。
- セガがPS2用ソフト「龍が如く」を発売。
- カプコンがDS用ソフト「逆転裁判 蘇る逆転」を発売。

携帯型ゲーム

### インターネット
開設
- YouTube

## スポーツ

### 総合競技大会
- 第60回国民体育大会（晴れの国おかやま国体）
- 第5回全国障害者スポーツ大会（輝いて!おかやま大会）

### 各競技

#### モータースポーツ
- 全日本選手権フォーミュラ・ニッポン - 本山哲
- 全日本F3選手権 - ジョアオ・パオロ・デ・オリベイラ
- SUPER GT
  - GT500 - 立川祐路、高木虎之介
  - GT300 - 山野哲也、佐々木孝太

## 誕生

### 1月
- 1月11日 - 森山暁生、プロ野球選手
- 1月11日 - 山口稀良莉、女流将棋棋士
- 1月11日 - 天野きき、グラビアアイドル
- 1月12日 - 『ユイカ』、シンガーソングライター
- 1月12日 - 福井梨莉華、グラビアアイドル
- 1月15日 - 清水理央、日向坂46
- 1月18日 - 戸井零士、プロ野球選手
- 1月18日 - 藤園麗、元AKB48
- 1月19日 - 住田悠華、アップアップガールズ（仮）
- 1月21日 - 桒原陸人、サッカー選手
- 1月21日 - しのせ愛梨紗、プロレスラー
- 1月22日 - 山下瞳月、櫻坂46
- 1月25日 - 白宮みずほ、モデル
- 1月30日 - まいきち、TikToker、YouTuber
- 1月30日 - 古川結菜、モデル
- 1月31日 - 本望あやか、インフルエンサー
- 1月31日 - 小山史乃観、女子サッカー選手

### 2月
- 2月1日 - 上ノ堀結愛、ファッションモデル、YouTuber、TikToker
- 2月3日 - 平野夢来、ファッションモデル
- 2月5日 - 野中天翔、プロ野球選手
- 2月6日 - 松本和子、櫻坂46
- 2月8日 - 米倉れいあ、歌手 (821)、タレント
- 2月8日 - Li-sa-X、ギタリスト
- 2月10日 - 鈴木梨央、女優、元子役
- 2月11日 - 三好菜乃、タレント
- 2月12日 - 金田優太、プロ野球選手
- 2月15日 - 村山美羽、櫻坂46
- 2月17日 - 井上和、乃木坂46
- 2月22日 - 髙橋舞、≒JOY
- 2月27日 - ニナ、NiziU

### 3月
- 3月1日 - 池田レイラ、お笑い芸人 (完熟フレッシュ)
- 3月2日 - 龍本弥生、NMB48
- 3月2日 - 安大翔大和、大相撲力士
- 3月7日 - 信太真妃、元子役、元タレント、元Pocchimo
- 3月8日 - 正鋳真優、AKB48
- 3月8日 - 後藤陽菜乃、HKT48
- 3月8日 - 野田海人、プロ野球選手
- 3月9日 - 藤谷美海、いぎなり東北産
- 3月10日 - 西田帆花、NMB48
- 3月10日 - 渡口和志、吉本坂46
- 3月13日 - 宮木果乃、柔道選手
- 3月14日 - 西原華音、タレント、女優
- 3月15日 - 田幡妃菜、女優
- 3月17日 - 井坪陽生、プロ野球選手
- 3月17日 - 実熊瑠琉、インフルエンサー
- 3月18日 - 権隨玲、ファッションモデル
- 3月19日 - 知念英和、歌手、ダンサー
- 3月21日 - 伊達花彩、いぎなり東北産
- 3月22日 - 八木愛月、AKB48
- 3月27日 - 八代目市川染五郎、歌舞伎役者
- 3月28日 - 川﨑星輝、ジャニーズJr. (少年忍者)
- 3月31日 - 雑賀サクラ、ファッションモデル
- 3月31日 - 柏木悠、俳優、ダンサー、超特急
- 3月31日 - 佐々木海法、女流棋士

### 4月
- 4月2日 - 橋本陸斗、サッカー選手
- 4月2日 - 原田都愛、女優、歌手 (Girls2、mirage2)、ダンサー
- 4月3日 - 川下将勲、プロ野球選手
- 4月5日 - 木瀬翔太、プロ野球選手
- 4月5日 - 坂井陽翔、プロ野球選手
- 4月7日 - 辻口由奈、元子役
- 4月7日 - 福永彩乃、タレント
- 4月8日 - 藤嶋花音、女優
- 4月8日 - 藤村木音、ファッションモデル
- 4月9日 - 瑞城さくら、女優
- 4月12日 - 谷口愛季、櫻坂46
- 4月16日 - 河内康介、プロ野球選手
- 4月18日 -  星野ひので、プロ野球選手
- 4月19日 - 松下武蔵、空手家、キックボクサー
- 4月22日 - 戸羽望実、女優
- 4月23日 - 丸本凛、女優
- 4月25日 - 馬場咲希、ゴルファー
- 4月26日 - 江角怜音、≒JOY
- 4月27日 - 中谷莉奈、女子サッカー選手
- 4月27日 - 原涼子、女優・声優
- 4月28日 - 石井優希、アイドル（原宿駅前パーティーズ）
- 4月29日 - 東松快征、プロ野球選手

### 5月
- 5月1日 - 小島凛士郎、サッカー選手
- 5月1日 - 千葉百音、フィギュアスケート選手
- 5月1日 - HARUA、&TEAM
- 5月4日 - TAKI、&TEAM
- 5月5日 - 幸喜祐心、サッカー選手
- 5月7日 - 谷川萌々子、女子サッカー選手
- 5月7日 - 戸田梨杏、ファッションモデル、タレント
- 5月9日 - 岡村ほまれ、モーニング娘。
- 5月10日 - 庄司龍成、子役
- 5月11日 - 木原慧登、柔道選手
- 5月12日 - Emily、ザ・コインロッカーズ
- 5月13日 - 大平萌笑、女優
- 5月13日 - 須田琥珀、元子役
- 5月15日 - 福田ルミカ、女優、グラビアアイドル
- 5月16日 - 三宅ゆりあ、元NMB48
- 5月23日 - 板垣心和、NMB48
- 5月24日 - 福野杏実、NMB48
- 5月28日 - はつ恋ぐりん、アイドル（りんご娘）
- 5月29日 - 奥山聡太、サッカー選手
- 5月30日 - ショファーネオ、サッカー選手

### 6月
- 6月1日 - 稲葉菜月、女優、声優
- 6月2日 - 久保廉、ジャニーズJr. (少年忍者)
- 6月4日 - 小川真央、タレント
- 6月4日 - 吉田恵芽、モデル、Shibu3 project
- 6月5日 - 工藤華純、AKB48
- 6月6日 - 山時聡真、俳優
- 6月7日 - 仁心にこ、女優
- 6月7日 - 荻野心、モデル
- 6月8日 - 三浦佳生、フィギュアスケート選手
- 6月8日 - 松尾桜、日向坂46
- 6月11日 - 中坂美祐、SKE48
- 6月14日 - 天翔天音、女優
- 6月16日 - 田代すみれ、元OCHA NORMA
- 6月17日 - 永田滉太朗、サッカー選手
- 6月17日 - 中山楓奈、スケートボーダー
- 6月19日 - 佐藤旺雅、サッカー選手
- 6月20日 - 白鳥沙南、元さくら学院
- 6月25日 - 池田優斗、俳優
- 6月28日 - 倉島杏実、SKE48
- 6月28日 - 山﨑愛生、モーニング娘。

### 7月
- 7月4日 - 北村真菜、元NMB48
- 7月4日 - 広瀬まのか、ファッションモデル
- 7月4日 - 山口永愛、タレント
- 7月6日 - 日當直喜、プロ野球選手
- 7月6日 -  舞優、女優
- 7月7日 - 松永里愛、Juice=Juice
- 7月7日 - 小島凪紗、櫻坂46
- 7月10日 - 谷田壮志朗、サッカー選手
- 7月12日 - 吉田優良里、マジカル・パンチライン
- 7月13日 - 千葉紀佳、ファッションモデル、アイドル
- 7月14日 - 池未来実、ファッションモデル
- 7月14日 - 上坂樹里、ファッションモデル
- 7月14日 - 小宮山莉渚、ファッションモデル、女優
- 7月15日 - 貴田遼河、サッカー選手
- 7月16日 - 瀬戸口心月、乃木坂46
- 7月17日 - 杉本萌、NGT48
- 7月17日 - 村山千夏、インフルエンサー、女優
- 7月18日 - 藤本渚、将棋棋士
- 7月19日 - 田中想、SUPER☆GiRLS
- 7月20日 - 中山夏月姫、OCHA NORMA
- 7月22日 - 石橋颯、HKT48
- 7月26日 - 青野拓海、プロ野球選手
- 7月26日 - 石上ひなの、子役、タレント
- 7月26日 - 野崎奈菜、ファッションモデル
- 7月29日 - 五百城茉央、乃木坂46
- 7月31日 - 仲田侑仁、プロ野球選手

### 8月
- 8月2日 - 坂下真心、NMB48
- 8月4日 - 前田悠伍、プロ野球選手
- 8月6日 - 大西葵、≒JOY
- 8月6日 - 二瓶愛美、元NMB48
- 8月8日 - 松元寧音、BREAK TIME GIRLS
- 8月8日 - さくら、ファッションモデル、YouTuber
- 8月10日 - 加藤栞、ファッションモデル
- 8月10日 - 南出凌嘉、俳優
- 8月11日 - 浅井マリサ、ファッションモデル
- 8月15日 - 岩佐美帆子、女流棋士
- 8月15日 - 緑川あかり、スカッシュ
- 8月17日 - 髙橋仁胡、サッカー選手
- 8月20日 - 奥田いろは、乃木坂46
- 8月21日 - 吉田陽菜、フィギュアスケート選手
- 8月23日 - 田中佑奈、元ラストアイドル
- 8月27日 - 阿部ここは、ファッションモデル

### 9月
- 9月2日 - 雨宮未苺、モデル、タレント
- 9月2日 - 清乃あさ姫、女優
- 9月4日 - 鈴原すず、グラビアモデル
- 9月12日 - 田村飛呂人、俳優
- 9月13日 - 逢田珠里依、≒JOY
- 9月13日 - 松田実桜、グラビアモデル
- 9月14日 - 桜木心菜、私立恵比寿中学
- 9月16日 - 伊東蒼、女優
- 9月17日 - 愛宕心響、乃木坂46
- 9月18日 - 近藤駿太、俳優
- 9月18日 - 和泉詩、女優
- 9月19日 - 山川宇衣、櫻坂46
- 9月20日 - はっぴちゃん。、お笑い芸人
- 9月21日 - 山内寧々、モデル
- 9月23日 - 杉山遙希、プロ野球選手
- 9月23日 - 柊彼方、ライトノベル作家
- 9月24日 - 久留島優果、STU48
- 9月26日 - 川中子奈月心、≠ME
- 9月26日 - 牧野羽咲、女優
- 9月27日 - 小泉のん、ファッションモデル
- 9月27日 - 幸澤沙良、女優
- 9月28日 - 荒木飛羽、俳優
- 9月28日 - 山﨑天、櫻坂46
- 9月29日 - rena、ウクレレプレイヤー

### 10月
- 10月4日 - 遠藤璃菜、女優、声優
- 10月5日 - 新井彩永、AKB48
- 10月6日 - 橋迫鈴、アンジュルム
- 10月9日 - 久慈愛、モデル
- 10月10日 - 南みゆか、アイドル、OS☆K
- 10月11日 - 白垣うの、女子サッカー選手
- 10月12日 - 那蘭のどか、METAMUSE
- 10月14日 - 矢野ななか、グラビアアイドル
- 10月17日 - 橋田歩果、ロージークロニクル
- 10月18日 - 入江里咲、Juice=Juice
- 10月19日 - 稲葉通陽、ジャニーズJr. (少年忍者)
- 10月19日 - 染谷悠美、ドラマー (叶エタイノデス。)、元ザ・コインロッカーズ
- 10月24日 - 長澤樹、女優
- 10月26日 - 川向立人、俳優
- 10月28日 - 増澤リオ、俳優
- 10月31日 - 天川れみ、女優
- 10月31日 - 菅原咲月、乃木坂46

### 11月
- 11月3日 - 深尾あむ、ファッションモデル、女優
- 11月5日 - 林芽亜里、ファッションモデル
- 11月8日 - ユリナ、歌手 (821)
- 11月8日 - 足浮梨ナコ、シンガーソングライター
- 11月8日 - 坂田心咲、NMB48
- 11月11日 - 櫻井梨央、モーニング娘。
- 11月14日 - 山田美紅羽、子役
- 11月14日 - 内田未来、女優
- 11月15日 - 本田硬靖、サッカー選手
- 11月17日 - 田中杏奈、ファッションモデル
- 11月25日 - 御供茉白、元AKB48
- 11月29日 - 栄莉弥、ファッションモデル

### 12月
- 12月4日 - 寺田美結、フリーアナウンサー・タレント
- 12月5日 - 小串日葵、タレント
- 12月5日 - ブリッジマン遊七、ファッションモデル
- 12月6日 - 中川翼、俳優
- 12月9日 - NI-KI、ENHYPEN
- 12月12日 - 秋山由奈、AKB48
- 12月14日 - 山川愛理、女優
- 12月15日 - 塩月希依音、NMB48
- 12月17日 - 高橋翔聖、プロ野球選手
- 12月19日 - 仲吉玲亜、女優
- 12月22日 - 岡本怜奈、元NMB48
- 12月22日 - 瀬戸琴楓、ファッションモデル
- 12月22日 - 福岡航太朗、囲碁棋士
- 12月22日 - 東ノエル、女優
- 12月24日 - 田畑志真、女優
- 12月26日 - 藤原大翔、プロ野球選手
- 12月28日 - 前川佑、俳優
- 12月31日 - 宮地すみれ、日向坂46

## 死去

### 1〜3月
- 1月1日 - 出羽錦忠雄、大相撲の力士・元関脇（* 1925年）
- 1月1日 - 高橋健二、レーサー (* 1946年)
- 1月1日 - 荒川幾男、哲学者（* 1926年）
- 1月2日 - 本多逸郎、元プロ野球選手（* 1931年）
- 1月3日 - 林裕章、吉本興業会長（* 1942年）
- 1月4日 - 岸辺成雄、音楽学者（* 1912年）
- 1月4日 - 佐川明、実業家（* 1914年）
- 1月8日 - 小森和子、映画評論家（* 1909年）
- 1月8日 - 大島信雄、元プロ野球選手（* 1921年）
- 1月8日 - 筒井敬介、児童文学作家・脚本家（* 1918年）
- 1月8日 - 国分直一、民族学者、考古学者（* 1908年）
- 1月10日 - 伊藤完夫、作曲家・オルガン奏者（* 1906年）
- 1月11日 - 加藤卓男、陶芸家 （* 1917年）
- 1月12日 - 中川幸一、実業家（* 1903年）
- 1月12日 - 鳳誠三郎、工学者（* 1912年）
- 1月12日 - 浮田典良、地理学者 （* 1928年）
- 1月13日 - 田所祐、医師・馬主（* 1924年）
- 1月14日 - 高梨公之、法学者（* 1915年）
- 1月16日 - 白根元、物理学者（* 1924年）
- 1月16日 - 真木洋三、作家（* 1926年）
- 1月16日 - 松重美人、新聞記者・報道写真家（* 1913年）
- 1月17日 - 小林倭文、女性教育者（* 1907年）
- 1月18日 - 高峯一愚、哲学者 ・西洋哲学研究・翻訳者（* 1906年）
- 1月21日 - 志水晴児、彫刻家（* 1928年）
- 1月22日 - 谷本誠剛、児童文学研究者（* 1939年）
- 1月23日 - 桜むつ子、女優（* 1921年）
- 1月23日 - 木村徳三、編集者（* 1911年）
- 1月24日 - 冨士信夫、歴史家/・海軍軍人（* 1917年）
- 1月25日 - 川畑愛義、公衆衛生学・健康学者（* 1905年）
- 1月26日 - 北原謙二、歌手（* 1940年）
- 1月26日 - 湯浅光朝、科学史学者（* 1909年）
- 1月31日 - 中尊寺ゆつこ、漫画家（* 1962年）
- 1月31日 - 高岡周夫、統計学者・経済学者（* 1909年）
- 1月31日 - 常木実、ドイツ文学者（* 1913年）
- 1月31日 - 近江榮、建築史家（* 1925年）
- 日付不明 - 折井英治、科学教育家（* 1909年）
- 2月1日 - 桂芳久、小説家（* 1929年）
- 2月1日 - 中村通夫、国語学者（* 1911年）
- 2月2日 - 野辺地正之、心理学者（* 1921年）
- 2月5日 - 石濱渉、工学者（* 1919年）
- 2月5日 - 津山直一、医学者（* 1923年）
- 2月6日 - 竹下重人、弁護士（* 1922年）
- 2月6日 - 土方鐵、作家（* 1927年）
- 2月6日 - 皆川睦雄、元プロ野球選手（* 1935年）
- 2月6日 - 藤田近男、実業家（* 1926年）
- 2月8日 - 千早正隆、海軍軍人（* 1910年）
- 2月8日 - 大出晁、哲学者（* 1926年）
- 2月9日 - 浜田倫三、政治家（* 1914年）
- 2月9日 - 三富恒雄、プロ野球選手（* 1920年）
- 2月11日 - 稲原幸雄、高校野球監督（* 1913年）
- 2月13日 - 島谷一美、柔道家・レスリング選手（* 1915年）
- 2月14日 - 淀井敏夫、彫刻家（* 1911年）
- 2月14日 - 松本正彦、漫画家（* 1934年）
- 2月14日 - 戸沢政方、政治家・厚生官僚（* 1919年）
- 2月15日 - 坂根哲夫、公取官僚 （* 1911年）
- 2月16日 - 河村英文、元プロ野球選手（* 1933年）
- 2月17日 - 天野建、元山梨県第5代知事（* 1928年）
- 2月18日 - 杉山英男、木質構造の学問・研究の草分け（* 1925年）
- 2月19日 - 岡本喜八、映画監督（* 1924年）
- 2月20日 - 児玉末男、政治家（* 1921年）
- 2月20日 - 長橋芙美子、ドイツ文学者（* 1929年）
- 2月21日 - 橋口隆、政治家（* 1913年）
- 2月22日 - 羽生未来、タレント（* 1974年）
- 2月24日 - 蔦谷喜一、塗り絵作家（* 1914年）
- 2月24日 - 佐竹申伍、小説家（* 1921年）
- 2月24日 - 西野一夫、元・東宝代表取締役副社長（* 1918年）
- 2月24日 - 平井正穂、英文学者（* 1911年）
- 2月24日 - 西山広喜、右翼（* 1923年）
- 2月26日 - 大西昭男、英文学者（* 1926年）
- 2月27日 - 那須博之、映画監督（* 1952年）
- 2月28日 - 飯島夏樹、ウィンドサーファー（* 1966年）
- 3月1日 - 吉村平吉、作家（* 1920年）
- 3月1日 - 木村保、元プロ野球選手（* 1934年）
- 3月3日 - 大矢雅彦、地理学者（* 1923年）
- 3月5日 - 秋山光路、外交官・元オランダ大使（* 1921年）
- 3月5日 - 新田長夫、実業家・ニッタ社長（* 1914年）
- 3月6日 - 栗原貞子、詩人（* 1913年）
- 3月6日 - 山内一郎、政治家・元郵政大臣（* 1913年）
- 3月7日 - 菖蒲あや、俳人（* 1924年）
- 3月8日 - 宮地佐一郎、作家（* 1924年）
- 3月9日 - 桂文紅、落語家（* 1932年）
- 3月10日 - 照屋林助、音楽家（* 1929年）
- 3月10日 - 星ルイス、漫才師（* 1948年）
- 3月10日 - 赤羽根義章、言語学者（* 1958年）
- 3月10日 - 藤川正信、図書館情報学者、翻訳家（* 1922年）
- 3月11日 - 宮澤章二、詩人・作詞家（* 1919年）
- 3月12日 - 江間章子、詩人・作詞家（* 1913年）
- 3月12日 - 及位ヤヱ、女性パイロット（* 1916年）
- 3月12日 - 桂文枝 (5代目)、落語家（* 1930年）
- 3月13日 - 長尾雅人、仏教学者・チベット学者（* 1907年）
- 3月13日 - 平義久、作曲家（* 1938年）
- 3月13日 - 仲川翠、プロ野球選手（* 1924年）
- 3月14日 - 吉澤章、折り紙作家（* 1911年）
- 3月15日 - 鈴木松治、マタギ（* 1920年）
- 3月20日 - 駒敏郎、文筆家（* 1925年）
- 3月21日 - 佐藤孝夫、元プロ野球選手（* 1931年）
- 3月22日 - 丹下健三、建築家（* 1913年）
- 3月22日 - 阪田寛夫、詩人・作家・児童文学者（* 1925年）
- 3月22日 - 片山正英、農林官僚・政治家（* 1914年）
- 3月23日 - 田中利治、実業家（* 1917年）
- 3月23日 - 片山摂三、写真家（* 1914年）
- 3月24日 - 内田善利、政治家（* 1919年）
- 3月26日 - 中野猿人、海洋学者（* 1908年）
- 3月27日 - 石崎達、医学者（* 1914年）
- 3月29日 - 脇田義信、広島テレビ放送取締役、元アナウンサー（* 1945年）
- 3月29日 - 三浦矢一、政治家・華族（* 1912年）
- 3月31日 - 松永市郎、軍人（* 1919年）

### 4〜6月
- 4月1日 - 頭師孝雄、俳優（* 1946年）
- 4月1日 - 河合弘廸、化学者（* 1919年）
- 4月2日 - 渡辺孟次、経営者（* 1913年）
- 4月2日 - 浦口鉄男、政治家・実業家・右翼活動家（* 1906年）
- 4月3日 - 岡田史子、漫画家（* 1949年）
- 4月5日 - 大崎平八郎、経済学者（* 1919年）
- 4月5日 - 加藤三七子、俳人（* 1925年）
- 4月5日 - 小山ウラ、長寿日本一の女性（* 1890年）
- 4月6日 - 長江録弥、彫刻家（* 1926年）
- 4月6日 - 斉藤安代、映画プロデューサー・民間放送局経営者（* 1926年）
- 4月7日 - 中山大三郎、作曲家・作詞家（* 1941年）
- 4月8日 - 野村芳太郎、映画監督（* 1919年）
- 4月8日 - 清家清、建築家（* 1918年）
- 4月9日 - 関屋晋、合唱指揮者（* 1928年）
- 4月10日 - 居作昌果、テレビ制作会社代表、元TBS制作局長・プロデューサー（* 1934年）
- 4月11日 - 親泊康晴、政治家（* 1926年）
- 4月13日 - 江頭匡一、ロイヤル創業者・相談役（* 1923年）
- 4月13日 - 福士敬章、元プロ野球選手（* 1950年）
- 4月13日 - 原千代海、劇作家・演劇評論家・イプセン戯曲翻訳家（* 1907年）
- 4月14日 - 櫻町公子、女優 (宝塚歌劇団雪組)（* 1918年）
- 4月15日 - 藤田湘子、俳人（* 1926年）
- 4月16日 - 高田渡、フォークソング歌手（* 1949年）
- 4月17日 - 大村はま、国語教師・国語教育研究家（* 1906年）
- 4月18日 - 2代目桂文朝、落語家（* 1924年）
- 4月20日 - 丹羽文雄、小説家（* 1904年）
- 4月20日 - 岡本敏子、岡本太郎の養女（* 1926年）
- 4月20日 - 武山泰雄、ジャーナリスト（* 1923年）
- 4月20日 - 三木忠直、海軍軍人（* 1909年）
- 4月21日 - 伊藤助成、実業家（* 1929年）
- 4月22日 - ポール牧、タレント・コメディアン（* 1942年）
- 4月24日 - 費孝通、人類学者・社会学者（* 1910年）
- 4月24日 - 木下弘人、牧師（* 1911年）
- 4月25日 - 小林ハル、最後の越後瞽女として知られる人物（* 1900年）
- 4月25日 - 安部英、元帝京大学副学長（* 1916年）
- 4月25日 - 雑賀陽平、漫画家（* 1950年）
- 4月25日 - 田中穣、美術評論家（* 1925年）
- 4月25日 - 福田甲子雄、俳人（* 1927年）
- 4月26日 - 新保幸太郎、医学者（* 1906年）
- 4月26日 - 長沢美津、歌人・国文学者 （* 1905年）
- 4月26日 - 八木昇、政治家（* 1921年）
- 4月27日 - 大社義規、日本ハム創業者・日本ハム球団初代オーナー（* 1915年）
- 4月27日 - 福井敏雄、気象解説者・タレント（* 1921年）
- 4月27日 - 利根はる恵、女優 （* 1924年）
- 4月27日 - 大社義規、実業家・日本ハム創業者（* 1915年）
- 4月30日 - 矢口純、併修者・エッセイスト（* 1921年）
- 5月2日 - 吉岡専造、写真家（* 1916年）
- 5月4日 - 渡辺正雄、科学史家（* 1920年）
- 5月5日 - 片岡勝治、教育者、労働運動家、政治家（* 1924年）
- 5月5日 - 遠藤浩、法学者（* 1921年）
- 5月6日 - 小林勝彦、俳優（* 1937年）
- 5月7日 - 犬養廉、日本文学者（* 1922年）
- 5月7日 - 和泉覚、創価学会理事長（第4代）・政治家（* 1912年）
- 5月8日 - 野田武義、政治家（* 1927年）
- 5月10日 - 今久留主功、元プロ野球選手（* 1925年）
- 5月11日 - 堀口定義、詩人・官僚（* 1914年）
- 5月12日 - 田中尊、元プロ野球選手・コーチ（* 1936年）
- 5月12日 - 鰺坂二夫、教育学者（* 1909年）
- 5月15日 - 島津久子、華族（* 1898年）
- 5月15日 - 土居良三、伝記作家（* 1921年）
- 5月16日 - 岡部冬彦、漫画家（* 1922年）
- 5月16日 - 細谷俊夫、教育学者（* 1909年）
- 5月17日 - 池田純一、元プロ野球選手（* 1946年）
- 5月20日 - 神田坤六、元群馬県知事（* 1908年）
- 5月22日 - 国友忠、浪曲師（* 1919年）
- 5月23日 - 石田徹也、画家（* 1973年）
- 5月23日 - 岡枝慎二、字幕翻訳家（* 1929年）
- 5月24日 - 石津謙介、ファッションデザイナー・「VAN」ブランド創設者（* 1911年）
- 5月24日 - 水野義久、北海道大学名誉教授（* 1919年）
- 5月28日 - 高木昇、電気工学者（* 1908年）
- 5月30日 - 貴ノ花健士（二子山満）、日本相撲協会事業部長（* 1950年）
- 5月31日 - 牧二郎、京都大学名誉教授（* 1929年）
- 6月6日 - 岡光夫、日本農業経済史学者（* 1920年）
- 6月9日 - 塚本邦雄、歌人（* 1921年）
- 6月9日 - 北川弥助、政治家・滋賀県議会議員（* 1911年)
- 6月10日 - 倉橋由美子、小説家（* 1935年）
- 6月10日 - 永島慎二、漫画家（* 1937年）
- 6月10日 - 沓脱タケ子、医師・政治家（* 1922年）
- 6月11日 - 杉山令肇、元自由民主党参議院議員・学校法人聖徳学園名誉理事長（* 1923年）
- 6月13日 - 大前朔郎、教育者・社会学者（* 1922年）
- 6月14日 - 芳賀貢、元日本社会党衆議院議員（* 1908年）
- 6月15日 - 勝見嘉美、裁判官（* 1923年）
- 6月15日 - 三谷一馬、日本画家（* 1912年）
- 6月16日 - 奥崎謙三、陸軍軍人（* 1920年）
- 6月18日 - 大迫忍、元ゼンリン社長、最高顧問（* 1945年）
- 6月18日 - 松村達雄、俳優（* 1914年）
- 6月19日 - 勝部真長、お茶の水女子大学名誉教授（* 1916年）
- 6月19日 - 水島弘、俳優（* 1932年）
- 6月19日 - 福田治郎、数学者 （* 1913年）
- 6月20日 - 田中敏隆、発達・教育心理学者（* 1922年）
- 6月20日 - 中山恒明、外科医（* 1910年）
- 6月21日 - 宮嶋巌、スキージャンプ選手（* 1914年）
- 6月24日 - 潮錦義秋、元大相撲力士（* 1924年）
- 6月25日 - 長新太、絵本作家（* 1927年）
- 6月26日 - 林由美香、AV女優（* 1970年）
- 6月27日 - 遠井吾郎、元プロ野球選手・コーチ・阪神タイガース（* 1939年）
- 6月27日 - 木田宏、官僚・元文部事務次官（* 1922年）
- 6月27日 - 岡村雅夫、政治家（* 1919年）
- 6月30日 - 小倉昌男、元ヤマト運輸会長（* 1925年）

### 7〜9月
- 7月1日 - 萩原葉子、作家（* 1921年）
- 7月1日 - 天野滋、歌手、ニュー・サディスティック・ピンクリーダー（* 1952年）
- 7月2日 - 大堀誠一、検察官（* 1925年）
- 7月3日 - 重高小八、長寿日本一の男性（* 1895年）
- 7月3日 - 増山元三郎、数理統計学者（* 1912年）
- 7月5日 - 山崎善平、元プロ野球選手（* 1926年）
- 7月6日 - 平岩白風、日本の伝統奇術である「手妻」の研究家（* 1910年）
- 7月8日 - 三船浩、歌手、元日本歌手協会理事長（* 1929年）
- 7月8日 - 串田孫一、哲学者、随筆家（* 1916年）
- 7月9日 - 西川清 、実業家、パーク24創業者（* 1938年）
- 7月10日 - 松平永芳、靖国神社宮司（* 1915年）
- 7月11日 - 橋本真也、プロレスラー（* 1965年）
- 7月13日 - 寿岳章子、国語学者・エッセイスト（* 1924年）
- 7月13日 - 友金信雄、政治家（* 1922年）
- 7月13日 - 橋口収、大蔵官僚（* 1921年）
- 7月14日 - 大沢清、プロ野球選手（* 1916年）
- 7月14日 - 植木公、政治家（* 1923年）
- 7月16日 - 馬渕健一、マブチモーター創業者・名誉会長（* 1923年）
- 7月16日 - 北村晴朗、心理学者（* 1908年）
- 7月16日 - 山田俊雄、国語学者（* 1922年）
- 7月16日 - 扇畑忠雄、歌人・国文学者（* 1911年）
- 7月17日 - 明智伝鬼、緊縛師（* 1940年）
- 7月18日 - 高橋治則、東京協和信用組合元理事長・イ・アイ・イ・インターナショナル元社長（* 1946年）
- 7月19日 - 岩谷直治、岩谷産業創業者・名誉会長（* 1903年）
- 7月19日 - 西尾徳、声優、俳優（* 1939年）
- 7月19日 - 佐伯有清、歴史学者（* 1925年）
- 7月21日 - 大道寺小三郎、みちのく銀行元会長（* 1925年）
- 7月22日 - 杉浦日向子、漫画家、江戸風俗研究家（* 1958年）
- 7月23日 - 渡邉昭、華族・伯爵（* 1901年）
- 7月24日 - 春田正治、教育学者・教育者（* 1916年）
- 7月25日 - 道仏訓、プロ野球選手（* 1921年）
- 7月26日 - 岡八朗、俳優・コメディアン・吉本新喜劇元座長（* 1939年）
- 7月26日 - 山鹿誠次、都市地理学者（* 1916年）
- 7月27日 - 若松信重、実業家・東海テレビ放送社長（* 1925年）
- 7月28日 - 住友元夫、実業家（* 1912年）
- 7月29日 - 武市恭信、徳島県知事（* 1917年）
- 7月29日 - 高橋在久、文化行政、地域文化に携わった人物（* 1927年）
- 7月30日 - 喜多野徳俊、医師・郷土史家（* 1911年）
- 7月30日 - 小濱新次、政治家（* 1915年）
- 日付不明 - 大江美智子 (2代目)、女優（* 1919年）
- 8月1日 - 永岡洋治、自由民主党衆議院議員（* 1950年）
- 8月2日 - 村上信夫、帝国ホテル元総料理長（* 1921年）
- 8月3日 - 水口志計夫、英文学者・翻訳家（* 1926年）
- 8月5日 - 田中正巳、厚生大臣（* 1917年）
- 8月5日 - 見川鯛山、医師、作家（* 1916年）
- 8月5日 - 辰見敏夫、教育心理学者 （* 1919年）
- 8月7日 - 倉持長次、実業家（* 1924年）
- 8月8日 - 若原泰之、実業家（* 1926年）
- 8月12日 - 石川吉右衛門、法学者 （* 1919年）
- 8月12日 - 吉野俊彦、山一證券経済研究所理事長（* 1915年）
- 8月13日 - 神田順治、アマチュア野球指導者（* 1915年）
- 8月14日 - 金子みつ、元衆議院議員、元日本社会党副委員長（* 1914年）
- 8月16日 - 浅生憲章、元TBSテレビ編成局長（* 1946年）
- 8月17日 - 能勢修一、慶應義塾大学教授（* 1951年）
- 8月17日 - 3代目旭堂南陵、講談師（* 1917年）
- 8月17日 - 平山輝男、東京都立大学名誉教授（* 1909年）
- 8月18日 - 椿啓介、菌類学者（* 1924年）
- 8月19日 - 高橋亘、哲学・宗教学者（* 1909年）
- 8月20日 - 竹内春海、外交官（* 1917年）
- 8月21日 - 内海英男、元自由民主党衆議院議員、建設大臣、国土庁長官 （* 1922年）
- 8月21日 - 安井正、経営者（* 1919年）
- 8月22日 - 梶哲也、俳優・声優（* 1926年）
- 8月25日 - 立花大亀、臨済宗の禅僧（* 1899年）
- 8月27日 - 高木宏夫、宗教学者（* 1921年）
- 8月27日 - 西本貫一、実業家・発明家（* 1915年）
- 日付不明 - 海老原治善、教育学者（* 1926年）
- 9月2日 - 朝吹登水子、翻訳家（* 1917年）
- 9月2日 - 斉藤正男、元日本社会党衆議院議員（* 1919年）
- 9月2日 - 津田真澂、経営学者（* 1926年）
- 9月3日 - 明間輝行、実業家（* 1925年）
- 9月6日 - 宮下信明、元プロ野球選手（* 1924年）
- 9月6日 - 河合斌人、実業家・教育者（* 1918年）
- 9月6日 - 大野英二、経済学者（* 1922年）
- 9月7日 - 見沢知廉、作家・新右翼活動家（* 1959年）
- 9月7日 - 岩月収二、政治家（* 1918年）
- 9月9日 - 柴田喜代子、声楽家（* 1924年）
- 9月13日 - 中北千枝子、女優（* 1926年）
- 9月16日 - 庄司博一、元労働経済研究所所長（* 1922年）
- 9月19日 - 中内㓛、ダイエー創業者、流通科学大学創設者・学園長（* 1922年）
- 9月19日 - 後藤田正晴、元自由民主党衆議院議員・警察庁長官・内閣官房長官（* 1914年）
- 9月21日 - 中尾是正、写真家・編集者・実業家（* 1921年）
- 9月22日 - 有川貞昌、映画監督（* 1925年）
- 9月24日 - 飯沼二郎、京都大学名誉教授（* 1918年）
- 9月24日 - 坂野惇子、実業家・ファミリア創業者（* 1918年）
- 9月26日 - 林厳雄、物理学者（* 1922年）
- 9月27日 - 渡辺宏、東京ガス元社長 （* 1923年）
- 9月29日 - 大出峻郎、元最高裁判所判事（* 1932年）
- 9月30日 - 直原玉青、日本南画院会長（* 1904年）
- 9月30日 - 古岡勝、武道家 (* 1919年）
- 9月30日 - 和田典子、家庭科教師・社会運動家（* 1915年）

### 10〜12月
- 10月1日 - 室井庸一、フランス文学者（* 1924年）
- 10月3日 - 細川護貞、細川家17代当主、近衛文麿元首相の秘書官（* 1912年）
- 10月4日 - 渡辺武、元日本共産党参議院議員（* 1915年）
- 10月4日 - 小川正隆、美術評論家（* 1925年）
- 10月6日 - 斉藤一雄、元日本社会党衆議院議員（* 1925年）
- 10月7日 - 田中茂穂、元日新製鋼副社長（* 1931年）
- 10月7日 - 原笙子、舞楽家（* 1933年）
- 10月8日 - 土屋繁裕、外科医（* 1956年）
- 10月8日 - 早船ちよ、作家（* 1914年）
- 10月9日 - 鳥海昭子、歌人・エッセイスト（* 1929年）
- 10月11日 - 田口恒夫、医学者（* 1924年）
- 10月11日 - 名越時正、近世思想研究者 (* 1915年）
- 10月12日 - 角梨枝子、女優（* 1928年）
- 10月14日 - 小野賢二、元プロ野球西武ライオンズ社長（* 1936年）
- 10月15日 - 横松宗、近代中国思想研究者・教育学者（* 1913年）
- 10月16日 - 吉田久一、社会福祉学者（* 1915年）
- 10月18日 - 清水径子、俳人（* 1911年）
- 10月19日 - 宮城けんじ、漫才師・Wけんじのメンバー（* 1924年）
- 10月20日 - 秋月辰一郎、医師（* 1916年）
- 10月22日 - 延亨黙、国防委員会副委員長（* 1931年）
- 10月22日 - 神錦國康、大相撲力士（* 1925年）
- 10月24日 - 根上淳、俳優（* 1923年）
- 10月24日 - 岩崎寿男、実業家・三菱自動車工業常務（* 1914年）
- 10月24日 - 板倉光馬、海軍軍人（* 1912年）
- 10月26日 - 栄毅仁、元中国国家副主席（* 1916年）
- 10月26日 - 吉川元忠、経済学者（* 1934年）
- 10月26日 - 吉田鴻司、俳人（* 1918年）
- 10月28日 - 三笑亭夢楽、落語家（* 1925年）
- 10月30日 - 葉室鐵夫、元競泳選手（* 1917年）
- 10月31日 - 平井友美子、バイオリニスト・桐朋学園大学名誉教授（* 1911年）
- 10月31日 - 九鬼喜久男、実業家・政治家（* 1918年）
- 11月1日 - 虎島和夫、元防衛庁長官・自由民主党衆議院議員（* 1928年）
- 11月3日 - 大原一三、元農林水産大臣・自由民主党衆議院議員（* 1924年）
- 11月3日 - 島田秀夫、第7代日本サッカー協会会長、三菱重工業株式会社取締役副社長（* 1915年）
- 11月4日 - 高橋ひろ、シンガーソングライター、元チューリップ（* 1964年）
- 11月5日 - 笹間良彦、歴史家・武具研究家（* 1916年）
- 11月6日 - 本田美奈子.、歌手・女優（* 1967年）
- 11月6日 - 小林米作、カメラマン ・映画プロデューサー（* 1905年）
- 11月7日 - 長谷川信彦、元卓球世界チャンピオン（* 1947年）
- 11月7日 - 今津光男、元プロ野球選手、コーチ、野球解説者（* 1938年）
- 11月7日 - マキノ正美、俳優・実業家（* 1911年）
- 11月8日 - 桂吉朝、落語家（* 1954年）
- 11月8日 - 安部浩平、元中部電力会長・中部経済連合会会長（* 1924年）
- 11月9日 - 佐藤庄平、将棋棋士（* 1933年）
- 11月9日 - 岩持静麻、政治家（* 1919年）
- 11月9日 - 湯浅泰雄、哲学者（* 1925年）
- 11月9日 - 小野光洪、政治家・実業家（* 1920年）
- 11月11日 - 世古真臣、経営者（* 1926年）
- 11月12日 - 森正洋、 生涯で110以上のグッドデザイン賞を受賞した陶磁器デザイナー（* 1927年）
- 11月13日 - ショパン猪狩、コメディアン（* 1929年）
- 11月13日 - 松本正、工学者（* 1915年）
- 11月14日 - 小山昭晴、元プロ野球選手（* 1960年）
- 11月14日 - 酒井琢朗、人類学者（* 1917年）
- 11月16日 - 常見昇、プロ野球選手（* 1928年）
- 11月16日 - 倉田地三、俳優（* 1917年）
- 11月18日 - 渡辺公平、牧師・神学者（* 1910年）
- 11月19日 - 古我信生、カーレーサー（* 1925年）
- 11月19日 - 中山素平、日本興業銀行（現・みずほフィナンシャルグループ）元頭取（* 1906年）
- 11月19日 - 東野芳明、美術評論家、多摩美術大学名誉教授（* 1930年）
- 11月20日 - 村上三島、書家（* 1912年）
- 11月21日 - 高村倉太郎、映画監督（* 1921年）
- 11月21日 - 山下毅雄、作曲家（* 1930年）
- 11月21日 - 宮城数江、箏曲家（* 1912年）
- 11月21日 - 芹沢常行、警察官（* 1915年）
- 11月22日 - 津室隆夫、元大林組社長（* 1929年）
- 11月22日 - 本山英世、実業家（* 1925年）
- 11月23日 - 徳川義宣、尾張徳川家21代当主、徳川美術館館長（* 1933年）
- 11月23日 - かたおかしろう、劇作家（* 1928年）
- 11月24日 - 藤野博、口腔外科医（* 1910年）
- 11月24日 - 御子柴博見、地方公務員・元東京都副知事（* 1907年）
- 11月25日 - 志賀淑雄、海軍軍人（* 1914年）
- 11月26日 - 有澤孝紀、作曲家（* 1951年）
- 11月26日 - 鈴木尚之、脚本家（* 1929年）
- 11月26日 - 宮城音弥、東京工業大学名誉教授、心理学者、「日本人の性格」著者（* 1908年）
- 11月27日 - 岩村昇、元神戸大学医学部教授、マグサイサイ賞受賞者（* 1927年）
- 11月27日 - 脇田和、洋画家（* 1908年）
- 11月29日 - 辻英雄、元自由民主党衆議院議員（* 1919年）
- 12月1日 - 谷古宇甚三郎、政治家・実業家（* 1927年）
- 12月2日 - 栗原健、アーキビスト ・歴史学者（* 1911年）
- 12月3日 - 田中敦子、画家（* 1932年）
- 12月3日 - 鎌田要人、元参議院議員・元鹿児島県知事（* 1921年）
- 12月3日 - 川崎寛治、元日本社会党衆議院議員（* 1922年）
- 12月4日 - 原ひさ子、女優（* 1909年）
- 12月5日 - 劉賓雁、作家（* 1925年）
- 12月6日 - 木村若衛、浪曲師（* 1913年）
- 12月6日 - 大倉弘、実業家（* 1910年）
- 12月7日 - 阿部未喜男、元・日本社会党衆議院議員（* 1919年）
- 12月7日 - 中川嘉美、元公明党衆議院・参議院議員（* 1933年）
- 12月8日 - 益田一、水中写真家（* 1921年）
- 12月9日 - 三宅春恵、ソプラノ歌手、フェリス女学院短期大学名誉教授（* 1918年）
- 12月10日 - 松本新八郎、歴史学者（* 1913年）
- 12月11日 - 小柳勇、元・日本社会党参議院議員（* 1912年）
- 12月11日 - 塩田晋、元自由党衆議院議員（* 1926年）
- 12月11日 - 上村恭生、智弁学園高等学校野球部監督（*1959年）
- 12月11日 - 新間進一、国文学者（* 1917年）
- 12月12日 - 永井秀夫、歴史学者（* 1925年）
- 12月13日 - 阿子島たけし、音楽評論家（* 1940年）
- 12月13日 - 米川敏子、箏曲演奏家、人間国宝（* 1913年）
- 12月14日 - 石川六郎、元日本商工会議所会頭（* 1925年）
- 12月14日 - 布目貫一、マジシャン（* 1915年）
- 12月15日 - 仰木彬、元プロ野球選手・野球監督、野球解説者（* 1935年）
- 12月17日 - 宗川信夫、映画撮影監督（* 1918年）
- 12月17日 - 上田吉一、教育哲学者・心理学者（* 1925年）
- 12月19日 - 滝井義高、元衆議院議員・福岡県田川市長（* 1915年）
- 12月19日 - 田邊圀男、元自由民主党衆議院議員・山梨県知事・沖縄開発庁長官（* 1913年）
- 12月19日 - 藤木悠、俳優（* 1931年）
- 12月21日 - 大澤清輝、天文学者（* 1917年）
- 12月21日 - 砂本量、脚本家（* 1958年）
- 12月25日 - 佐々木丸美、小説家（* 1949年）
- 12月26日 - 白羽大介、喜劇俳優、吉本新喜劇の元座長（* 1923年）
- 12月26日 - 尾上松助 (6代目)、歌舞伎役者（* 1946年）
- 12月26日 - 横河正三、実業家（* 1914年）
- 12月27日 - 若狭得治、全日本空輸常勤顧問、元社長・会長・名誉会長（* 1914年）
- 12月28日 - 永谷嘉男、永谷園元社長・創業者（* 1923年）
- 12月28日 - 大泉源郎、政治家（* 1910年）
- 12月29日 - 森下二次也、経済学者（* 1913年）
- 12月30日 - 梅岡義貴、心理学者（* 1920年）
- 12月31日 - 吉岡晋也、元テレビ朝日アナウンサー（*1937年）
- 12月31日 - 会津伸、ドイツ文学者（* 1921年）